# Kirtland Air Force Base

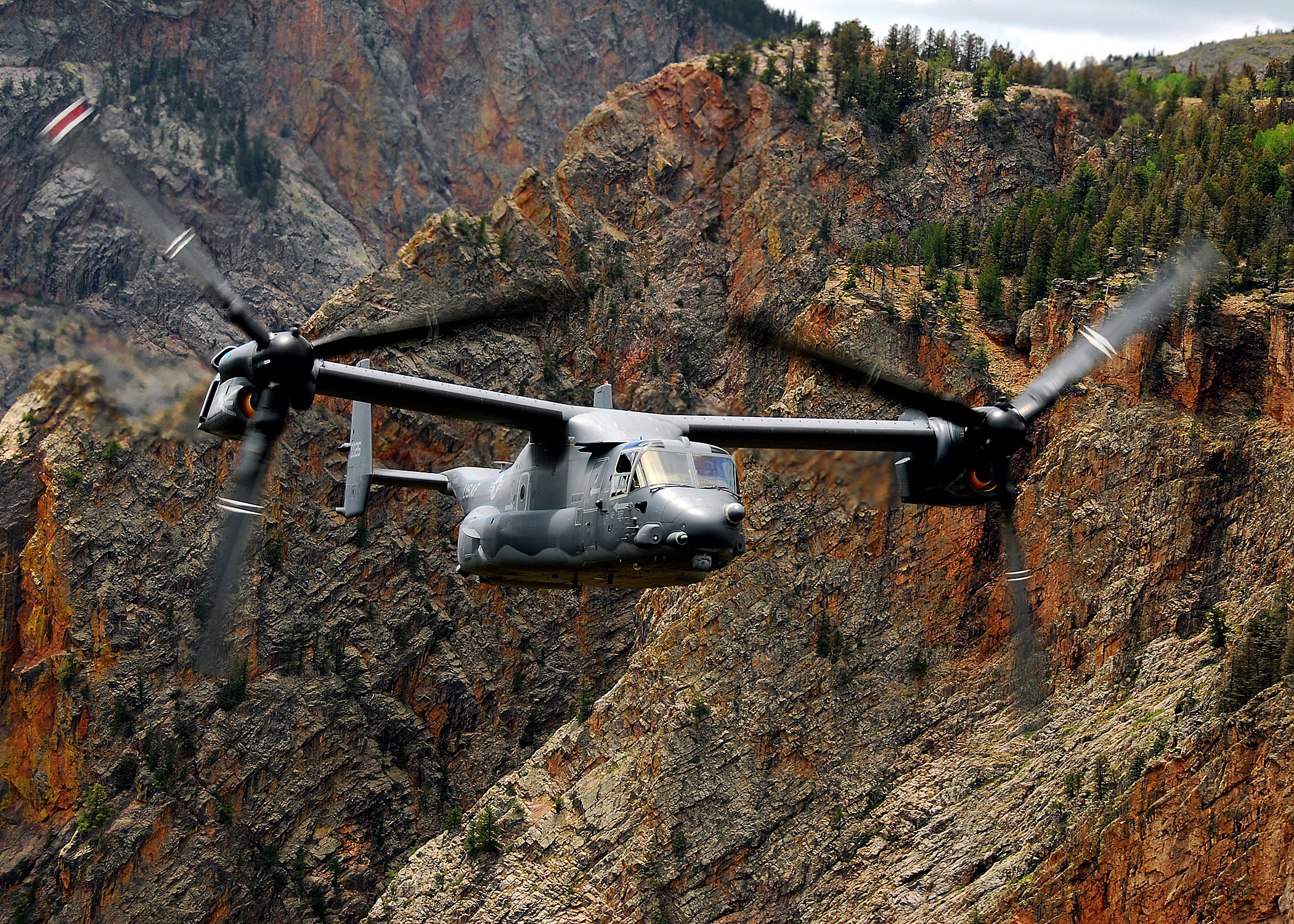
CV-22 Osprey del 58th Special Operations Wing

Kirtland Air Force Base (IATA: ABQ, ICAO: KABQ) (nel testo che segue, talora abbreviato in KAFB) è una base della United States Air Force posta nel quadrante sudorientale della zona urbana di Albuquerque (Nuovo Messico), nei pressi dell'Albuquerque International Sunport. La base con il suo nome onora la memoria del pionieristico colonnello pilota dello US Army Roy C. Kirtland.  L'aeroporto militare e quello civile condividono le medesime piste, rendendo ABQ un aeroporto "congiunto" civile-militare.
Kirtland AFB è la più grande installazione dell'Air Force Global Strike Command e la sesta di tutta l'Air Force. La base occupa 208,65 km2 e impiega 23 000 persone, tra cui più di 4 200 membri del servizio attivo e 1 000 Guard, oltre a 3 200 riservisti a tempo parziale. Nel 2000 l'impatto economico di Kirtland AFB sulla città di Albuquerque superò i 2,7 miliardi di dollari.
Kirtland è sede del Nuclear Weapons Center (NWC) dell'Air Force Materiel Command. Tra le competenze dello NWC ci sono acquisizione, ammodernamento e mantenimento di programmi di sistemi nucleari sia per il Department of Defense sia per il Department of Energy. Lo NWC è composto di due stormi (wing) — il 377th Air Base Wing e il 498th Nuclear Systems Wing — oltre a dieci gruppi e sette squadroni.
Kirtland è pure sede del 58th Special Operations Wing (58 SOW), un'unità dell'Air Education and Training Command (AETC) che fornisce addestramento formale per specifici tipi/modelli/serie di aerei. Il 58 SOW utilizza velivoli HC-130J, MC-130J, UH-1N Huey, HH-60G Pave Hawk e CV-22 Osprey.
Anche il comando principale dell'Air Force Operational Test and Evaluation Center è sempre a Kirtland AFB. Infine, il 150th Special Operations Wing della New Mexico Air National Guard, un'unità acquisita dall'Air Combat Command (ACC), è parimenti ospitato da Kirtland.

## Storia

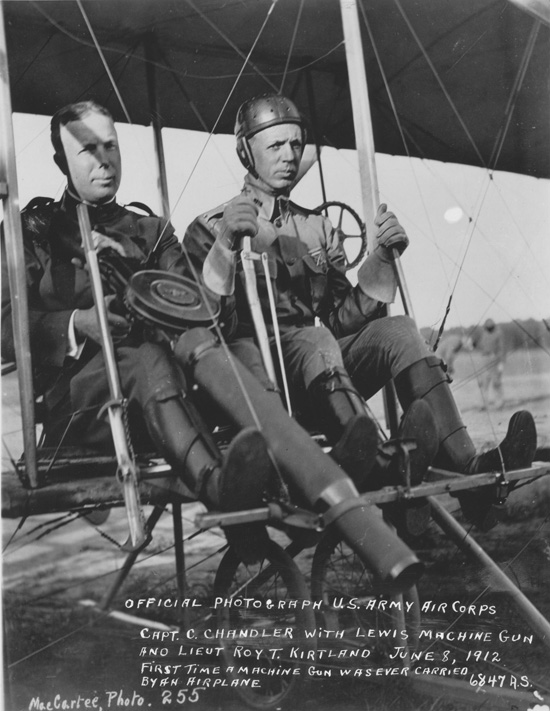
Roy Kirtland (a destra), a bordo di un Wright 1911 Model B Flyer

Kirtland Air Force Base prese il nome dal colonnello Roy C. Kirtland (1874–1941) nel febbraio del 1942. Il colonnello Kirtland imparò a volare su uno dei primi aeroplani Wright nel 1911 presso Dayton (Ohio). Durante la prima guerra mondiale organizzò e comandò un reggimento di meccanici, e prestò servizio come ispettore di strutture aviatorie. Richiamato in servizio dopo il pensionamento nel 1941 all'età di 65 anni, il più vecchio pilota militare nell'Air Corps, morì di attacco cardiaco il 2 maggio 1941 a Moffett Field (California).
Kirtland Air Force Base è cambiata parecchio da quando nel 1941 fu istituita come campo d'aviazione dello U.S. Army. Si è evoluta da una struttura di addestramento e collaudo messa assieme in fretta e furia, per le necessità imposte dall'esplodere della seconda guerra mondiale, a un significativo centro USAF di ricerca e sviluppo. Quella che inizialmente era un'area di circa 8 km2 ne copre oggi più di 200.

### Origini
Le origini di Kirtland Air Force Base sortiscono da tre campi d'aviazione privati del 1928-1939 analogamente ad altre installazioni, in cui si scelse di adattare all'uso militare piste e hangar esistenti.
Nel 1928, Frank G. Speakman e William L. Franklin, due dipendenti della Santa Fe Railroad, avevano inaugurato un'impresa privata finalizzata alla creazione e gestione di un aeroporto. Cooperando con il comune di Albuquerque, progettarono due piste, una lunga circa 1 600 m, e un'altra di quasi 1 200 m. L'aeroporto di Albuquerque era un'impresa totalmente privata, indipendente da finanziamenti comunali. Subito dopo la costruzione dell'aeroporto, altri soggetti e investitori si interessarono ad Albuquerque per la sua natura di crocevia del traffico aereo sudoccidentale. James G. Oxnard, imprenditore newyorchese, rilevò la quota di partecipazione di Franklin nell'aeroporto di Albuquerque, espandendo la struttura verso la fine del 1928.
Il campo d'aviazione attrasse subito il giro d'affari dei piloti privati, e pure di Transcontinental Air Transport (TAT) e Western Air Express (WAE), compagnie aeree commerciali che organizzarono attività nel nuovo aeroporto. La concreta potenzialità della città come incrocio del traffico aereo del Sudovest fu confermata da questo iniziale successo. Allo scorcio degli anni 1920, due compagnie incominciarono a farsi concorrenza sul servizio passeggeri, postale e cargo tra il Midwest e la California, facendo di Albuquerque un importante aeroporto transcontinentale.
La WAE si trasferì presto al West Mesa Airport, imitata dalla TAT quando in seguito le due società si fusero per dar vita alla Trans World Airlines (TWA). Questa nuova struttura, sempre privata, divenne nota come Albuquerque Airport, e la prima, ribattezzata Oxnard Field, continuò comunque a coprire le necessità dell'aviazione generale. A metà degli anni 1930 il sindaco Tingley, altre autorità cittadine e gli amministratori TWA incominciarono a concepire un aeroporto municipale, il successivo passo necessario per confermare il rango di Albuquerque come "crocevia del Sudovest".
Grazie ai fondi Works Progress Administration (WPA) del Presidente Roosevelt,  si incominciò a costruire un nuovo aeroporto sei chilometri a ovest di Oxnard Field, e fu completato nel 1939, alla vigilia della seconda guerra mondiale.
Nel gennaio 1939 il maggior generale Henry “Hap” Arnold, che divenne capo dello U.S. Army Air Corps (AAC), propose al Congresso di investire risorse finanziarie per costruire una solida difesa aerea. Presto divenne una priorità nazionale rendere sicuri aeroporti e poligoni dell'aeronautica militare. Ci fu un impegno di cooperazione tra la WPA e la Civil Aeronautics Authority per sviluppare gli aeroporti civili in modo che potessero rappresentare un valore anche ai fini della difesa nazionale (Tagg 1998). Gli amministratori civili di Albuquerque incominciarono a esaminare la possibilità di una base aerea collocata sulla mesa, e dopo articolate trattative con l'AAC, riuscirono nell'intento e l'esercito costituì una base aerea sulla East Mesa nel 1939.

### Seconda guerra mondiale

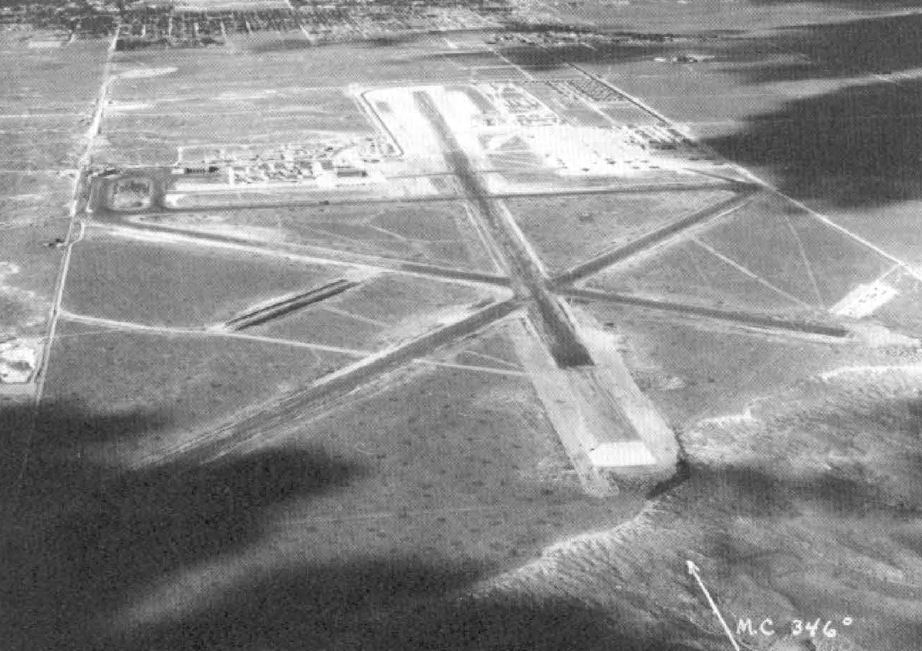
Albuquerque Army Air Base, settembre 1941

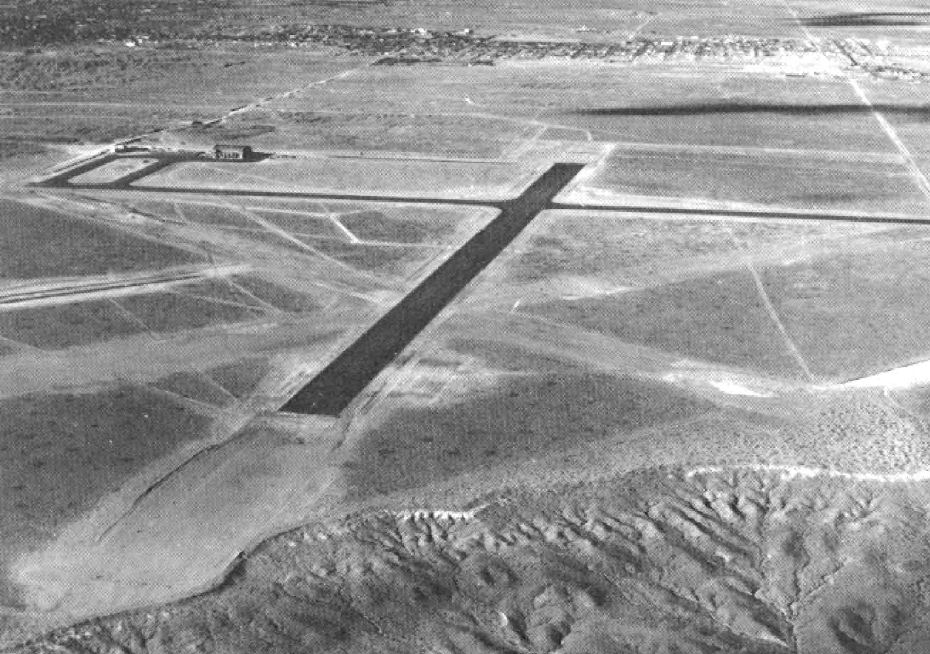
Albuquerque Municipal Airport, febbraio 1939

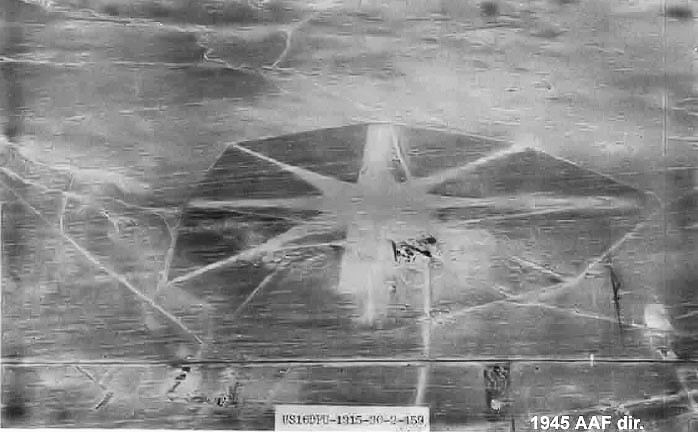
West Mesa Field, 30 settembre 1945

Nel 1939, i piloti dell'esercito e della marina incominciarono a usare Oxnard Field per il rifornimento e la manutenzione in relazione a numerosi voli militari. Nel corso dello stesso anno l'Army Air Corps prese in affitto 8 km2 di terreno vicino ad Albuquerque Airport, 6 km a ovest di Oxnard Field. In seguito l'esercito scartò per l'uso militare Oxnard Field, trasferendolo al governo federale.
La costruzione di Albuquerque Army Air Base incominciò nel gennaio 1941 e fu completata nell'agosto 1941. Albuquerque Army Air Base accolse il primo aereo militare in marzo, e il 1º aprile 1941 sulla sua pista nord-sud atterrò un singolo bombardiere 
B-18. Con l'assegnazione di cinque piloti a quell'aereo, ci fu l'apertura ufficiale di Albuquerque Army Air Base. Le prime costruzioni dell'installazione erano semplici strutture col telaio in legno edificate in fretta per soddisfare il bisogno urgente del Paese di avere piloti addestrati che combattessero la guerra.
La maggior parte dei fabbricati erano costruzioni Theater of Operations però alcune erano del tipo Mobilization. Erano edifici tipo Mobilization l'ospedale della stazione, il teatro, la cappella e gli spazi del Link Trainer (simulatore di volo).
Durante la guerra c'erano tre livelli di addestramento piloti:
- Primary Flying School
- Basic Flying School
- Advanced Flying School (compreso Transition Training)

La Albuquerque Army Air Base forniva addestramento al volo su aerei addestratori "AT" ("advenced trainer") e addestramento transition su aerei idonei al combattimento vero, principalmente il B-17 Flying Fortress e il B-24 Liberator. Oltre all'addestramento piloti, la Albuquerque Army Air Base garantiva anche l'addestramento bombardieri presso la sua Advanced Flying School. In questo periodo, la struttura dipendeva dal Flying Training Command e dallo Air Training Command.
Oltre al campo d'aviazione principale, furono usati diversi campi ausiliari per appoggiare la scuola di volo:
- Oxnard Airport (Original Albuquerque Airport)  35°02′23″N 106°33′36″W
- West Mesa Airport 35°05′23″N 106°43′25″W
- Acomita CAA Intermediate Airfield   35°02′48″N 107°42′38″W
- Paddy Auxiliary Army Airfield       34°43′28″N 107°21′25″W
- Santa Fe Auxiliary Army Airfield35°37′01″N 106°05′21″W
- Socorro Auxiliary Army Airfield 34°01′30″N 106°54′13″W

#### 19th Bombardment Group
Il 19th Bombardment Group arrivò ad Albuquerque AAB da March Field (California) nell'aprile 1941, poco dopo che era stata attivata la base. Il suo compito era addestrare equipaggi di cielo e di terra per il servizio di ricognizione e bombardamento su Boeing B-17 “Flying Fortresses” prima del dispiegamento a Clark Field nelle Filippine. Il 19th Bombardment Group divenne la più famosa unità da bombardamento della seconda guerra mondiale per il suo ruolo nella campagna strategica contro il Giappone. I Bombardment Squadron: 30th, 32nd, e 93rd, e il 38th Reconnaissance Squadron furono assegnati al 19th Bombardment Group. Il 3rd Air Base Squadron, pure assegnato al 19th Bombardment Group, arrivò per primo alla base. Lo accompagnarono i distaccamenti stato maggiore, materiali, sussistenza, munizioni e trasmissioni. Il 10 aprile lo squadrone incominciò l'attività.
Dato che i B-17 scarseggiavano, i piloti si addestravano su Douglas B-18 Bolo e Northrop A-17, oltre a biplani Stearman PT-17. Sotto il comando del tenente colonnello Eugene Eubank, il 19th Bombardment Group si specializzò sul volo di precisione, di alta quota e in formazione. Eseguivano anche attacchi simulati su villaggi e poderi del Nuovo Messico. Eubank era anche noto per essere un despota, che esigeva dai suoi piloti una vasta esperienza di volo, e dagli equipaggi di addestrarsi per poter svolgere indifferentemente la mansione di navigatore o addetto al bombardamento. Di conseguenza, si raccontava che ogni B-17 in volo recasse a bordo una mezza dozzina di piloti, due ai comandi, due che si allenavano nella navigazione stimata e astronomica, e due che facevano pratica nello sganciare bombe.

#### Addestramento per il comando trasporto
Il 19th Bombardment Group fu trasferito al servizio attivo nel settembre 1941. Fu sostituito dalla scuola specializzata per quadrimotori del comando trasporto AAC. La scuola agiva alle dipendenze dello Army Air Corps Ferrying Command, istituito a fine maggio 1941 con l'incarico di trasportare aerei oltremare e consegnarli alla Royal Air Force. Gli allievi si addestravano per trasportare bombardieri Consolidated B-24 Liberator (velivolo usato alla Four-Engine School) ed altri aerei plurimotore alla RAF in Gran Bretagna. La TWA scelse Albuquerque come sede della scuola perché la sua pista da 3 km era adatta ai B-24, ed anche per il suo clima mite. Gli allievi venivano formati nelle tecniche di pilotaggio, volo strumentale, meteorologia, radio, rapporti e transizione generale.
Era facile ottenere piloti e personale di terra TWA come istruttori; la difficoltà semmai stava nel sistemare gli allievi, perché gli alloggi della base non erano stati ultimati. Di conseguenza, in caserma ne dormiva un numero doppio di quello teoricamente previsto. Il primo contingente di allievi B-24 arrivò ad Albuquerque il 19 giugno 1941. Il nome ufficiale della struttura era Air Corps Ferrying Command Four-Engine Transition School ma informalmente veniva detta “Four-Engine School”, o anche “Jack Frye School” — dal nome del presidente TWA. La sua posizione all'interno della base era chiamata Eagle Nest Flight Center ("Centro di volo nido d'aquila").
Usando i Link Trainer (simulatori di volo) e B-24 da addestramento, gli istruttori TWA prepararono più di 1 100 piloti e membri di equipaggio negli otto mesi in cui la compagnia gestì la scuola. Il 7 febbraio 1942 l'esercito trasferì la funzione di addestramento dalla TWA alle USAAF, e la scuola fu rinominata Combat Crew Training School ("Scuola di addestramento equipaggi da combattimento"). Lo Air Corps Ferrying Command fu rinominato Army Air Forces Ferrying Command nel marzo 1942, un mese dopo che lo AAC aveva riassegnato la scuola dalla TWA alle forze armate. Il comando fu ancora rinominato Air Transport Command nel luglio 1942 — lo stesso mese in cui la scuola fu trasferita da Albuquerque a Smyrna Army Airfield (Tennessee).

#### Addestramento al bombardamento

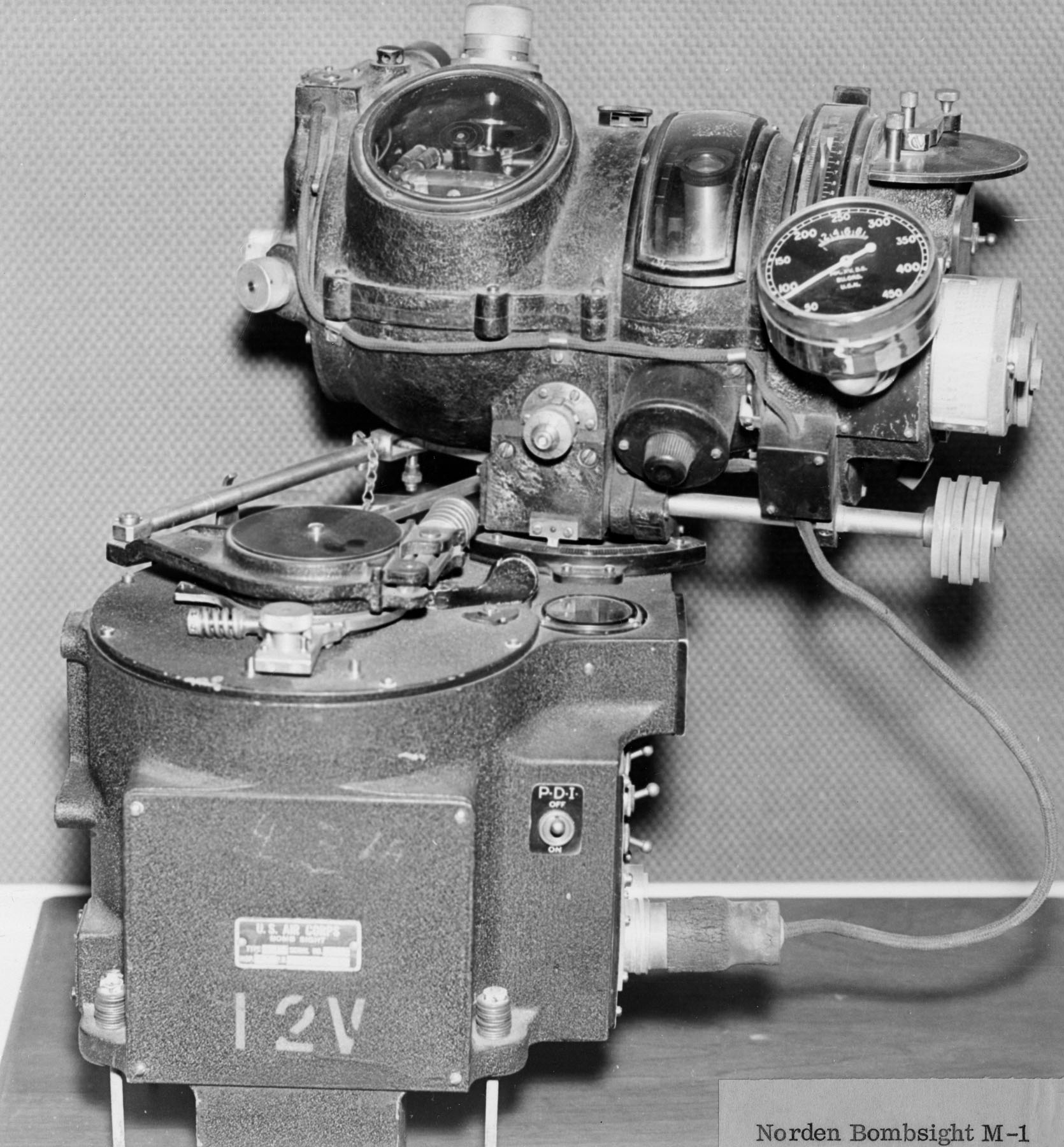
Sistema di puntamento Norden M1

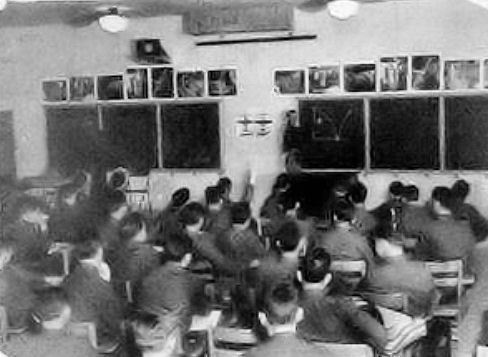
Lezione di teoria

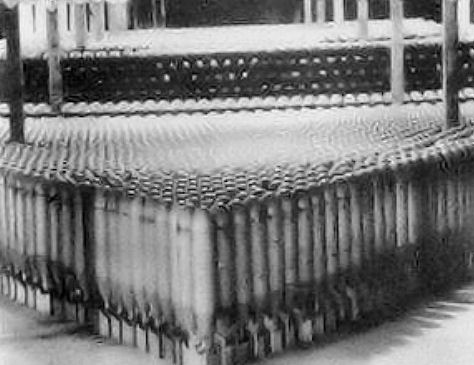
Bombe da addestramento di cemento M-38A2

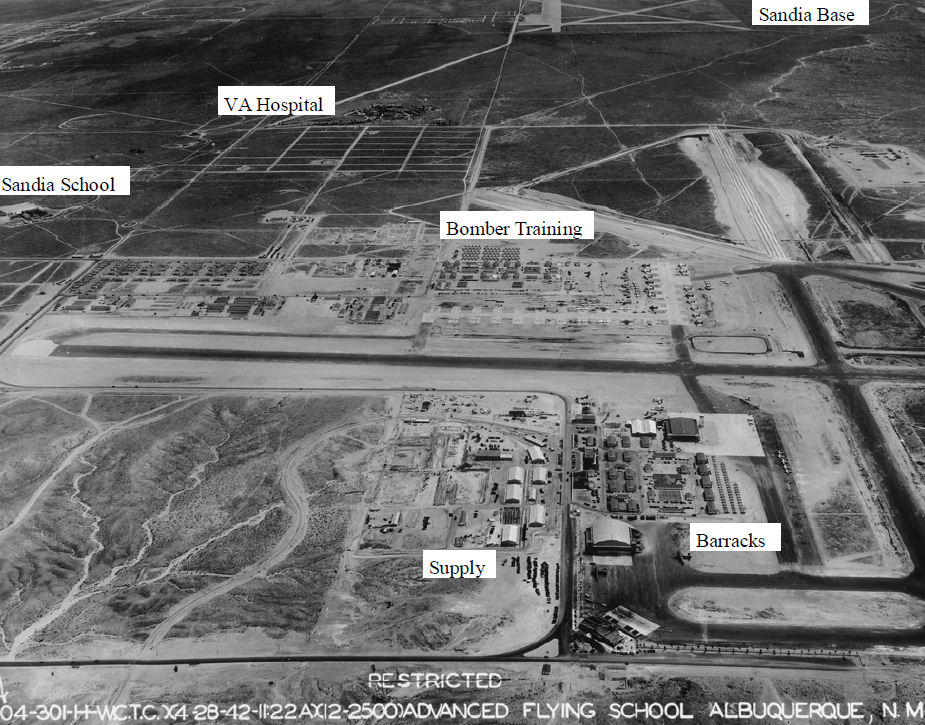
Foto di Albuquerque AAB Station, aprile 1942

Con la partenza del 19th Bombardment Group da Albuquerque Army Air Base nell'autunno 1941, il maggior generale Arnold trasferì la scuola militare bombardieri dalla Louisiana ad Albuquerque per due ragioni — clima favorevole e disponibilità di terra non occupata in cui predisporre poligoni da bombardamento. Fu proclamata "la prima scuola bombardieri del mondo", e il 24 dicembre 1941 fu ufficialmente qualificata una Army Air Forces Advanced Flying School ("Scuola avanzata di volo AAF") alle dipendenze del Western Flying Training Command (USAAF).
Il 56th School Squadron, lo 88th School Squadron, il 9th Materiel Squadron, e il 92nd Quartermaster Battalion arrivarono la settimana dopo l'attacco di Pearl Harbor, seguiti a breve dal 383rd School Squadron, dal 384th School Squadron e dalla 459th Ordnance Company. Il direttore della scuola, colonnello John P. Ryan, fu elogiato per aver rapidamente organizzato la prima scuola nazionale permanente per addestramento bombardieri. Istruttori, personale di manutenzione e cadetti arrivarono così in fretta che i servizi logistici dovevano essere gestiti all'aperto in tende piramidali con cui si cercava di proteggersi dal calore e dalla sabbia vagante. Tra gli altri problemi c'era la mancanza di spazio per parcheggiare gli aerei e di adeguata illuminazione nei pressi della rampa di parcheggio degli aerei. I nuovi progetti di costruzione iniziarono ai primi del 1942, aggiungendo uffici e alloggi, magazzini per le munizioni e hangar per la manutenzione. La base si impegnò in asfaltature e illuminazione degli spazi di parcheggio degli aerei, e mise in programma la costruzione di ulteriori piste e corridoi di rullaggio.
Gli allievi iniziarono a far pratica su bombardieri addestratori bimotore Beechcraft AT-11 Kansan. Nel gennaio 1942 c'erano 50 aerei nella base, oltre ai 28 bombardieri B-18A Bolo usati per l'addestramento. A regime, la scuola disponeva di circa 150 AT-11. Le USAAF fissarono un nuovo livello minimo di abilità per gli addestrati al bombardamento nel 1943. Agli allievi venne richiesto di colpire i bersagli almeno con il 22% dei lanci. Le missioni di esercitazione al combattimento in volo richiedevano una continua azione evasiva in un raggio di circa 15 km intorno al bersaglio prefissato. L'approccio finale doveva essere diretto, piatto e di durata non superiore a 60 secondi.
La scuola insegnava agli addetti al bombardamento la tecnica del puntamento delle bombe. Venivano loro richiesto di scendere lungo le aste che portavano alla "bolla", dalla quale avevano la visuale ad occhio di uccello sul terreno sottostante. Il compito degli addetti al bombardamento era alimentare il sistema di puntamento con le informazioni necessarie, velocità dell'aria, velocità del vento, altitudine, e l'angolo di deriva. Quando l'aereo si avvicinava al bersaglio, il pilota affidava l'aereo all'addetto al bombardamento e al sistema di puntamento Norden, che era anche un pilota automatico che guidava l'aereo sinché le bombe fossero state sganciate sul bersaglio. Le lezioni di teoria alla base di Albuquerque si tenevano di sera e i voli addestrativi si eseguivano di giorno su siti intorno ad Albuquerque. I poligoni di addestramento al bombardamento erano allestiti da militari e dipendenti WPA. Questi poligoni stavano ad ovest e a sudovest di Albuquerque, tra cui un poligono principale collocato tra i villaggi adiacenti, Los Lunas e Rio Puerto. Furono stipulati contratti per bombardare bersagli di giorno e di notte sui poligoni nel gennaio 1942, e furono costruite strade di accesso ai bersagli. I poligoni per le bombe coprivano più di 6 000 km2 su poderi e terreni delle riserve indiane alla fine del 1942. All'epoca si usavano nei poligoni 24 bersagli, città e navi da guerra simulate.
La scuola di bombardamento durava da 12 a 18 settimane durante le quali l'allievo sganciava circa 160 bombe; venivano registrati con esattezza i centri e i colpi a vuoto. Il tasso di eliminazione degli allievi era del 12 per cento, e dopo l'abilitazione, un nuovo addetto al bombardamento veniva trasferito ad un'unità di addestramento operativo e preparato per il servizio all'estero. Albuquerque era una struttura di addestramento operativo, e il primo corso di 61 addetti della scuola di Albuquerque si diplomò il 7 marzo 1942. Nel 1945 il campo di addestramento al volo di Albuquerque aveva formato 5 719 addetti al bombardamento e 1 750 piloti regolari per il solo bombardiere B-24. Il 51 corso per completare l'addestramento di addetti al bombardamento consisteva di 143 operatori. Piloti e addetti al bombardamento di Chiang Kai-shek furono addestrati da istruttori di Kirtland Field. E l'attore cinematografico Jimmy Stewart fu alloggiato per breve tempo a Kirtland Field, a cominciare dall'agosto 1942, e vi seguì il corso da addetti al bombardamento volando sui bombardieri nelle missioni addestrative.

#### Altro addestramento
L'addestramento per piloti ed altri addetti al bombardamento non era l'unica occupazione a Kirtland Field tra il 1942 e il 1945. Nel 1943 lo USAAF Flying Training Command si fuse con il Technical Training Command con l'intento di razionalizzare l'impiego del personale. Il nuovo reparto, Air Training Command, assunse la competenza su tutto l'addestramento, dalle fasi di selezione fino alle scuole per piloti e tecniche. Nello stesso anno le strutture di Kirtland Field si ingrandirono per sostenere l'addestramento al bombardamento in atto, più altre missioni addestrative.
Questa espansione fu anche conseguenza della fusione tra i due comandi addestrativi.
Tra i corsi aggiunti a Kirtland Field c'era una scuola di teoria per piloti di aliante, chiamata Glider Replacement Center, istituita nel luglio 1942. Tale centro serviva da area di addestramento temporaneo per piloti di aliante in attesa che si rendesse vacante qualche posto nelle scuole di aliante. Il programma di addestramento all'aliante nelle Army Air Forces si era allargato, ed era stato eliminato l'addestramento al volo propedeutico che in precedenza era una qualifica necessaria dei candidati. Il 30 giugno il War Department aprì il programma ad ogni uomo tra i 18 e i 36 anni in possesso dei requisiti psico-fisici, compresi i civili oltre a ufficiali e uomini di truppa. A Kirtland Field, il Glider Replacement Center fu attivo fino al febbraio 1943.
Nel maggio 1943 a Kirtland Field fu creato un contingente del Women’s Army Auxiliary Corps (WAAC) con l'arrivo di 45 donne alla base. Gli alloggi WAAC costruiti a Kirtland Field comprendevano ca, merate, una sala ritrovo, un salone di bellezza e un magazzino. Ci fu una giornata di porte aperte WAAC per il nuovo sito nell'agosto 1943 e vi parteciparono alcune migliaia di uomini con rispettive mogli e famiglie. Al principio, la maggior parte dei membri WAAC e WAC lavoravano come impiegati, dattilografi, stenografi, o autisti del parco mezzi. Un po' alla volta le loro attività divennero più tecniche, poiché vennero create posizioni per previsori meteo, manutentori di paracadute, operatori e riparatori radio, lavoratori di lamine d'acciaio, specialisti della manutenzione ai sistemi di puntamento, operatori di torre di controllo, e crittografisti.
Nell'agosto 1943 Kirtland Field divenne sede di una USAAF Provisional B-24 Liberator Pilot Transition School finalizzata all'addestramento di comandanti aerei. L'addestramento Transition era la fase finale dopo il superamento dei livelli Primary, Basic, e Advanced Flying. La Bombardier School, in massima parte, forniva strutture e manutenzione, e personale proveniente dai due squadroni, che erano appartenuti alla Bombardier School, fu messo a lavorare nella scuola dei B-24. Gli ufficiali piloti per la nuova scuola furono scelti dalle scuole di addestramento avanzato su bimotore. Erano oggetto di insegnamento navigazione diurna e notturna e volo strumentale, volo in alta quota e in formazione, esaustive lezioni di teoria, ingegneria, radio, meteorologia, volo in condizioni meteo particolari, primo soccorso e addestramento con l'ossigeno, oltre ad un corso sui doveri del comandante di aeromobile.
Nell'estate del 1943 a Kirtland Field fu altresì istituita una scuola di navigazione. Il corso di sei settimane allungava da 12 a 18 settimane la durata della formazione per addetti ai bombardieri, che si qualificavano così anche come navigatori. Gli istruttori di navigazione erano sovente reduci da recente esperienza di combattimento; la scuola affiancava missioni di navigazione alle ordinarie missioni di bombardamento su obiettivi nel Nuovo Messico.
Un mese dopo, il quartier generale del 38th Flying Training Wing si trasferì da Roswell Army Airfield (Nuovo Messico) a Kirtland Field. Alle dipendenze del Western Flying Training Command, il 38th aveva giurisdizione non solo su Kirtland Field ma anche sugli Army Air Field di Hobbs, Roswell, e Carlsbad; Williams Field  (Arizona); e Victorville Air Field (California). Questo stormo si trasferì a Williams Field (Arizona), nel febbraio 1945 per la trasformazione di Kirtland Field in una base Superfortress alle dipendenze della Second Air Force.
Infatti, Kirtland Field fu adibito a base per i B-29 Superfortress a supporto delle incursioni con bombe incendiarie sul Giappone. Nel marzo 1945 Kirtland Field fu convertito in base Superfortress in soli 45 giorni dal suo passaggio alla Second Air Force. Questa forza aerea numerata, subordinata alle Continental Air Forces, si dedicò sull'addestramento per bombardamento pesante e strategico durante la guerra. Kirtland Field era una delle sei stazioni appartenenti al programma 16th Bombardment Operational Training Wing. Gli altri siti erano Alamogordo Army Airfield e Clovis Army Airfield nel Nuovo Messico; Biggs Army Airfield e Pyote Army Airfield in Texas; e Davis-Monthan Army Airfield in Arizona.

#### Progetto Manhattan
Forse una delle più importanti funzioni svolte da Kirtland Field nella Seconda guerra mondiale la vide impegnata come centro di trasporto per le esigenze degli scienziati che sviluppavano la bomba atomica a Los Alamos. Il personale del Progetto Manhattan a Los Alamos comprese per la prima volta il valore della posizione occupata dalla base aerea durante le operazioni per trasformare la bomba atomica in una bomba aerea di uso pratico. Poiché Kirtland Field era il grande aeroporto più vicino, le sue piste e la sua stazione di carico bombe supportarono il programma della bomba atomica tra il 1944 ed il 1945. Divenne anche un importante centro logistico per il trasporto di uomini e mezzi verso altre basi.
Da Kirtland Airfield gli scienziati facevano la spola in volo verso Wendover Army Air Base (Utah) e ritorno, per provare un sedicente aereo "Green Hornet". Alcuni militari USAF facevano viaggi simili da Wendover via Albuquerque a Los Alamos. 
Fu dislocata a Kirtland Fields una speciale unità di polizia militare del Manhattan Engineering District, per sorvegliare le strutture usate per caricare gli ordigni fabbricati a Los Alamos e le forme di prova sugli aerei "Silverplate". La stazione di carico bombe costruita a Kirtland Field, sebbene rudimentale e a funzionamento manuale, funzionò fino al dicembre 1945, quando fu installato un montacarichi idraulico.

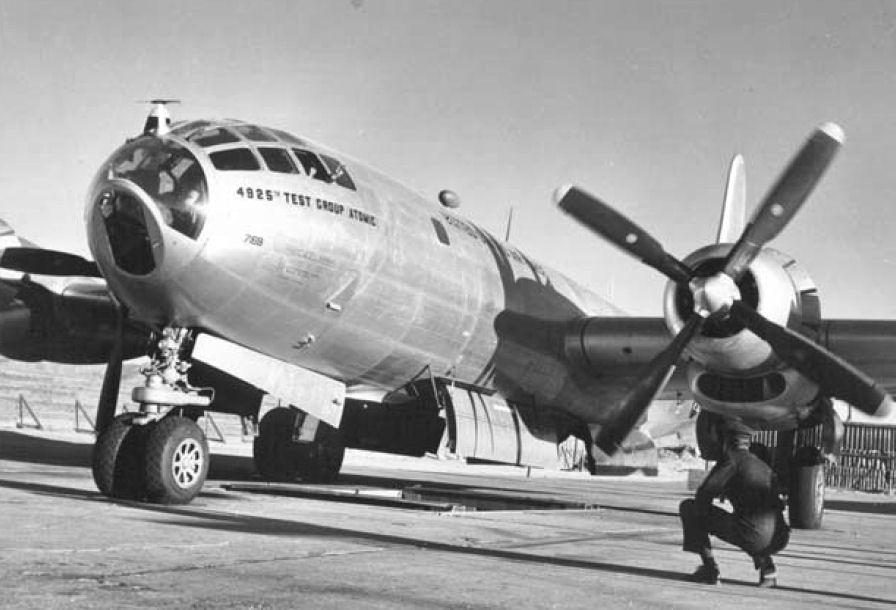
Un B-50 del 4925th Test Group alla stazione di carico bombe di Kirtland Field.

Il 16 luglio 1945 a Kirtland Field due aerei da osservazione B-29 Superfortress si erano alzati in volo di prima mattina con l'ordine di Oppenheimer di tracciare una rotta almeno 20 km ad ovest del punto di detonazione atomico, Trinity Site. A causa di temporali, gli aerei scesero da 23 000 a 18 000 piedi prima di aggirare il Trinity Site durante la prima detonazione atomica. "The Gadget" fu sottoposto a test a Trinity, mentre invece i componenti nucleari delle bombe e i materiali attivi furono mandati un pezzo per volta a Tinian. Poco prima del test nucleare a Trinity, componenti di Little Boy furono trasportate via terra da Los Alamos a Kirtland Field, e poi in volo a San Francisco. Vi era inclusa anche una quantità di U-235. Da San Francisco furono trasportati ad Hunters Point per imbarcarsi sull'incrociatore 
USS Indianapolis, diretto a Titian. in seguito, il nucleo di plutonio di Fat Man e il suo innesco furono trasportati via terra ad Albuquerque. Lasciano Kirtland Field il 26 luglio e furono trasportate in volo da un C-54 Skymaster a Tinian, in cui arrivò il 28 luglio. Tale fu l'ultimo importante ruolo di Kirtland Field nella sconfitta del Giappone per opera degli USA, evento che concluse la Seconda guerra mondiale.
Ad est della base aerea, vicino ad Oxnard Field, l'esercito acquistò altri 4,5 km2 di terreno per impiantarvi una scuola di meccanici d'aereo. Era un deposito aereo addestrativo, ufficiosamente chiamato “Sandia Base”. Dopo varie reincarnazioni — come centro di convalescenza e cimitero di aerei — Sandia Base divenne il precursore dei Sandia National Laboratories che accolsero la Z Division del Progetto Manhattan quando lasciò Los Alamos per continuarvi il segretissimo lavoro di sviluppare armi atomiche.
Il New Mexico Proving Grounds (NMPG) fu costruito parallelamente all sviluppo di Albuquerque Army Base e alle attività presso il vecchio Oxnard Field. Fu costruito a sud per fungere da base per sperimentare la segretissima spoletta di prossimità, un dispositivo che svolse un ruolo importante nel contrastare il razzo tedesco Vergeltungswaffe (V-1). La spoletta di prossimità fu in seguito indicata dai mezzi di comunicazione come la seconda più importante invenzione del conflitto. Alla fine della guerra, lo NMPG aveva acquisito quasi 200 km2, e tale superficie a sud delle piste al giorno d'oggi rappresenta la parte più grande di Kirtland AFB.

### Deposito aereo postbellico

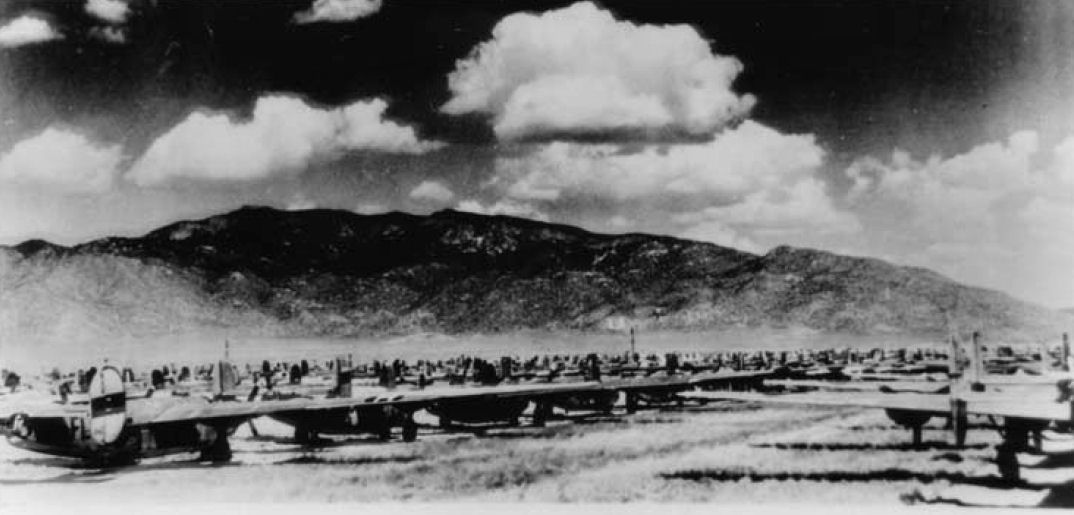
Kirtland Aircraft Storage Depot, 1946

Con la fine della Seconda guerra mondiale, la base divenne ancora Albuquerque Army Air Field e fu usata dalla Reconstruction Finance Corporation — in seguito chiamata War Assets Administration. Nel sito gli aerei vecchi o di troppo andavano venduti o demoliti. Albuquerque Army Air Field ricevette circa 2 250 aerei vecchi o soprannumerari, come i bombardieri obsoleti B-24 Liberator e B-17 Flying Fortress, e piccoli aerei come gli addestratori AT-6 Texan, Curtiss P-40 Warhawk e caccia Bell P-39 Airacobra. Gli aerei che la Civil Aeronautics Administration liberalizzò per l'uso generico furono venduti al pubblico, con prezzi che andavano da 100 $ per un PT-17 Stearman a 90 000 $ per un C-54 Skymaster. La North American Aviation si ricomprò un gran numero dei suoi AT-6, li revisionò e li rivendette a vari clienti, tra cui i governi olandese e cinese. I restanti 1 151 aerei furono messi all'asta nell'autunno del 1946. L'impresa di appalti di Denver che si era aggiudicata gli aerei in esubero vendette alcuni dei motori per il trasporto commerciale, ms per la fine dell'anno, i rimanenti aerei in esubero furono "ridotti in pezzi e fusi in barre in un crogiolo che bruciava costantemente." Questa iniziativa di deposito e riciclaggio fu l'ultimo dei contributi bellici di Albuquerque Army Airfield.

### Guerra fredda
Kirtland AAB fu momentaneamente disattivata il 31 dicembre 1945. Quando terminò la Seconda guerra mondiale, non era chiaro se Kirtland Field sarebbe stato chiuso o sarebbe divenuto una struttura USAF permanente. La trasformazione della Air Depot Training Station in Sandia Base, sede del Sandia Laboratory e dello AFSWP, fece restare aperta la struttura e in ultima analisi ne determinò il destino. Kirtland Field cambiò nome in Kirtland AFB, e divenne la principale struttura USAF per integrare i nuovi progetti di arma prodotti da Sandia Laboratory con gli aerei e gli equipaggiamenti operativi USAF.

#### Sviluppo di armi atomiche
Il 1 febbraio 1946 Kirtland fu trasferita alla Fourth Air Force per fungere da centro di test in volo. Kirtland Field ritornava all'attività con i B-29 Superfortress come quartier generale del collaudo in volo per il 58th Bombardment Wing, dislocato a Roswell Army Airfield (Nuovo Messico) alle dipendenze della Fourth Air Force. Questa unità di B-29 doveva assistere la Z Division a Sandia Base nel collaudare in volo i nuovi progetti di armi atomiche. La 428th AAF Base Unit (Flight Test) fu attivata come unità del 58th Bombardment Wing e reparto di guarnigione a Kirtland Field il 1 febbraio 1946. All'epoca c'erano meno di 300 tra ufficiali e truppa al campo. Poiché c'era così poco personale a disposizione, il morale era basso e il carico di lavoro era gravoso per l'installazione nel primo periodo della Guerra fredda.
Il 21 marzo 1946 fu attivato lo Strategic Air Command (SAC) e il 31 marzo 1946 la Fifteenth Air Force  (del SAC) iniziò le attività a Kirtland Field. Il 58th Bombardment Wing restò al comando dell'installazione alle dipendenze del SAC, e ci fu una restituzione di personale. Poco dopo nella base fu costituita una "sezione S-2" e assunse la competenza per la sicurezza della base e il "progetto W-47". Il progetto W-47 era l'operazione del tempo di guerra avviata a Wendover Army Air Base per addestrare il 509th Composite Group a lanciare le bombe atomiche su Hiroshima e Nagasaki. Coerentemente con la missione di Kirtland Field di assistere la divisione Z di Sandia Base nel coniugare bombe (atomiche) ed aerei, la Flight Test Section del 509th Composite Group fu trasferita a Kirtland.
Mentre si svolgevano questi adattamenti, si organizzò un nuovo sottogruppo del progetto Manhattan a Los Alamos. Chiamato Divisione Z per via del suo capo, il dottor Jerrold Zacharias, uno scienziato di Los Alamos proveniente dal Massachusetts Institute of Technology (MIT), il nuovo gruppo aveva la missione di gestire la progettazione ingegneristica, produzione, montaggio, e collaudo sul campo delle componenti non-nucleari associate alle bombe nucleari. La costruzione iniziò nelle strutture di sorveglianza, magazzino, amministrazione e laboratorio a cura della divisione Z. Poiché la base stava ancora ricevendo aerei in esubero, l'esercito USA costruì un'area recintata per le attività classificate. Furono impiegate misura di sicurezza tra cui carri armati, torri di sorveglianza, e cani da guardia per proteggere il piccolo deposito di parti per armi atomiche. Negli anni dopo la guerra, i confini di Sandia Base si sarebbero grandemente espansi ad abbracciare le migliaia di chilometri posseduti dallo NMPG, che occupava buona parte di East Mesa.
Le attività della base iniziarono ad accrescersi nel giugno 1946 con l'organizzazione di un vasto Ground Training Program e l'arrivo dello Special Ordnance Squadron and Special Transport Flight del 58th Bombardment Wing. Tra gli aerei cui faceva manutenzione il 8th Bombardment Wing c'erano cinque B-29 Superfortress e C-45 Expeditor, due C-47, B-25 Mitchell e L-5, e un C-46 Commando, AT-11 Kansan, F-80 Shooting Star, F-61 Black Widow, e F-59 Airacomet. Prima del nuovo Ground Training Program, che iniziò ufficialmente il 24 giugno 1946, una parte dell'addestramento veniva svolto da singole unità, principalmente di ingegneria fisica, bombardamento, ed armamento. Con il nuovo programma venne un impulso per sviluppare un'organizzazione integrale, con addestramento in navigazione, bombardamento, equipaggiamento personale, guerra chimica, addestramento fisico, e uso del poligono di tiro.
Una missione fondamentale di Kirtland Field fu descritta nel settembre 1946: "Fornire strutture di test aereo e terrestre e condurre test funzionali su tutti gli equipaggiamenti e i materiali legati all'uso di armi speciali e materiali radioattivi". A cavallo tra il 1946 e il 1947, dopo che l'Atomic Energy Act che istituiva l'Atomic Energy Commission era stato approvato, fu fondato l'AFSWP che tra le varie funzioni presiedeva a Sandia Base.

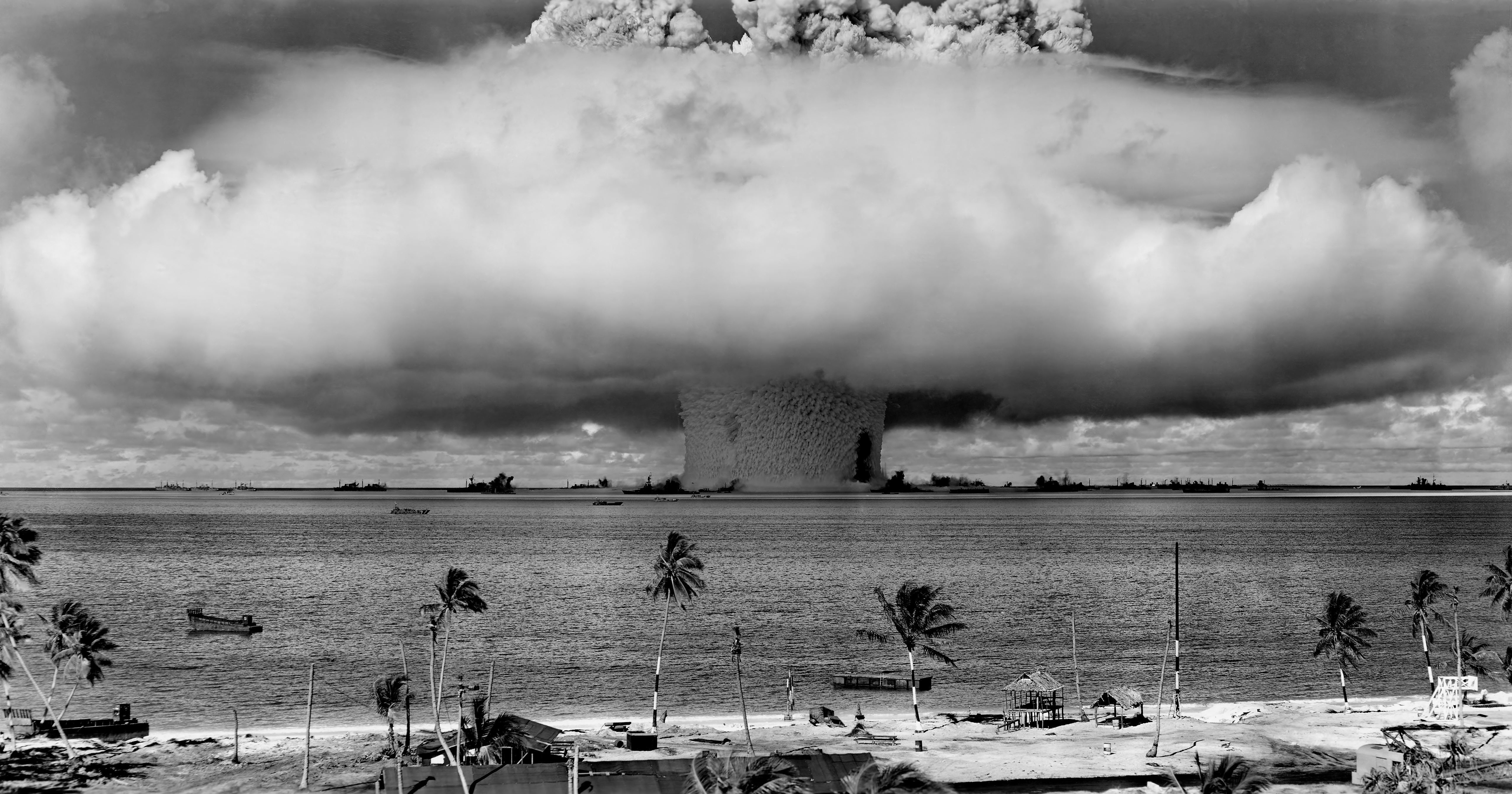
L'esplosione "Baker", nell'ambito dell'Operazione Crossroads, 25 luglio 1946.

In luglio e agosto 1946, personale di Kirtland Field e Sandia Base prese parte all'Operazione Crossroads presso lo Eniwetok Proving Ground nelle Isole Marshall (Oceano Pacifico). L'Operazione Crossroads fu il primo di molti test nucleari in atmosfera dei primi anni di Guerra Fredda. Le Kirtland Field Narrative Histories non fanno specifico riferimento al fatto che gruppi di Kirtland Field avessero partecipato all'Operazione Crossroads, ma è molto probabile che ciò dipenda dalle estreme misure di sicurezza che accompagnarono l'operazione.
Con l'attenzione rivolta alle armi atomiche, nel dicembre 1946, Kirtland Field fu di nuovo trasferito, questa volta all'Air Materiel Command (AMC), in particolare al Directorate, Research and Development, HQ, AMC. L'AMC era preposto a tutta la ricerca e sviluppo dell'USAF, comprese le armi atomiche. Il trasferimento avvenne per la stretta vicinanza di Kirtland Field a Sandia Base e alla divisione Z. La missione AMC a Kirtland Field era "fornire servizi di volo al Manhattan [Engineering] District presso Sandia e Los Alamos nei test di bombe atomiche”.
Ai primi del 1947, l'AMC definì la missione di Kirtland Field come la struttura USAAF per le armi nucleari, in continuità con le attività del (509th Composite Group)–Manhattan Project presso Wendover Army Air Base. Il ruolo di Kirtland nei test e nelle valutazioni di armi atomiche crebbe nel 1947 quando Kirtland Army Air Field divenne Kirtland Air Force Base.
Tra le missioni secondarie di Kirtland Field al principio della Guerra Fredda c'era la messa a disposizione di strutture ad Air Force Reserve e Civil Air Patrol (CAP). Con l'attribuzione di strutture all'Air Reserve, nel luglio 1947 la New Mexico Air National Guard (NM ANG) fu assegnata a Kirtland Field e riconosciuta a livello federale USA come 188th Fighter-Bomber Squadron. L'unità si componeva di una squadriglia su bombardieri leggeri Douglas A-26 Invader, uno squadrone caccia su 25 P-51 Mustang e tre addestratori T-6 Texan, più un piccolo distaccamento meteo.

#### Centro per la modifica di armi atomiche da aereo

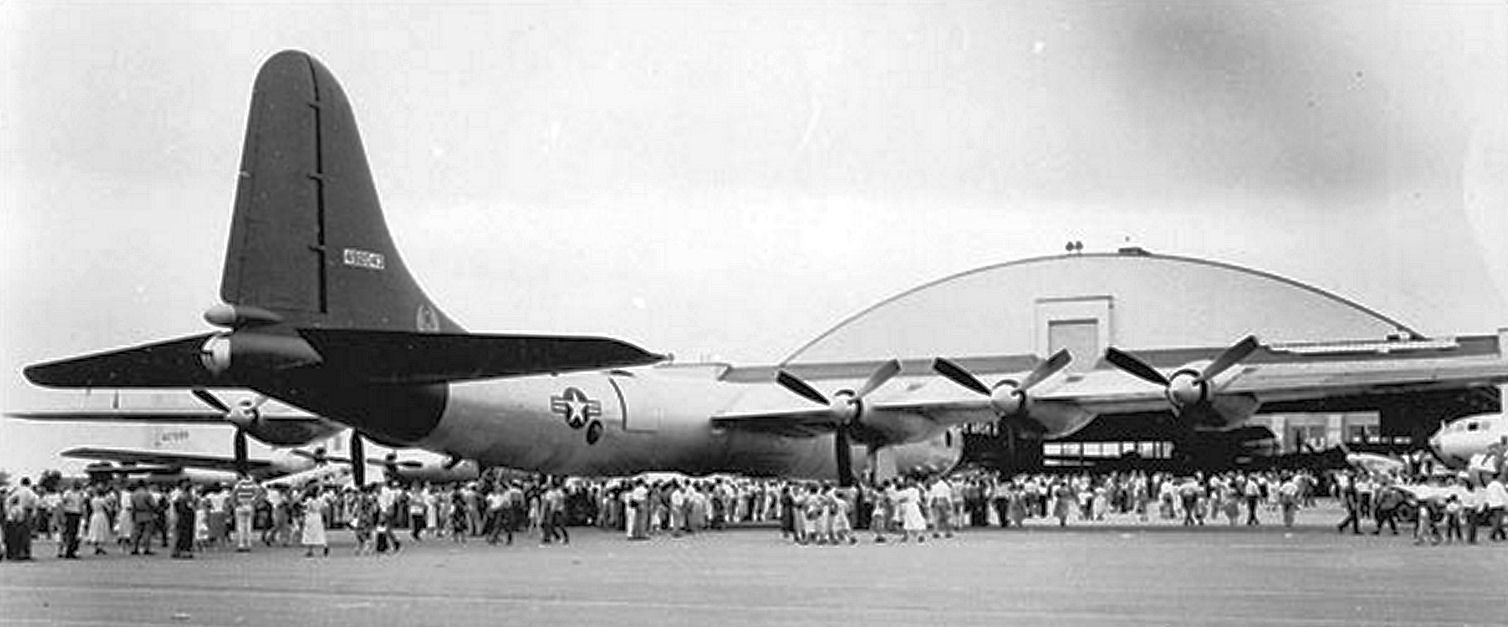
Il B-36A Peacemaker arriva a Kirtland AFB

L'apparecchio Convair B-36 Peacemaker arrivò a Kirtland AFB nel settembre 1948, presumibilmente affidato allo squadrone quartier generale del 3170th Special Weapons Group. Il B-36 era uno dei bombardieri più progrediti della sua epoca, grande e pesante (oltre 136 t). Poteva servirsi di poche basi. Kirtland, con la sua pista lunga più di 3 km e larga quasi 61 m, era una di queste, quindi fu una delle poche installazioni in tutto il Paese ad accogliere quell'aereo. In preparazione dell'arrivo del B-36, le strutture di Kirtland furono comunque migliorate, anche con riasfaltature della pista nord-sud.
Il B-36 fu il primo bombardiere intercontinentale in grado di trasportare qualunque bomba in dotazione USA su distanze fino a 6 200 km. Pertanto, era il principale strumento di deterrenza tra il 1948 e la fine degli anni 1950. Fu vastamente impiegato negli ultimi test atomici alle Isole Marshall e al Nevada Proving Ground. Eppure, in tutta la sua storia, il "Peacemaker" non ha mai sganciato una bomba in combattimento. Sebbene il bombardiere a sei motori B-36 fosse uno dei più innovativi velivoli USAF, inizialmente non era stato concepito per portare bombe atomiche e perciò ebbe bisogno di adattamenti per impiegare quegli ordigni. Tali modifiche e abbinamenti di armi avvennero a Kirtland a cura dello HQ Squadron 3170th Special Weapons Group.
A Kirtland furono eseguite molte altre armonizzazioni di aerei con armi. Lo XB-47 Stratojet, il primo bombardiere USA plurimotore con ala a freccia, arrivò a Kirtland per le modifiche poco dopo il B-36. Secondo le cronache mensili di Kirtland, nello stesso periodo, quando l'USAF acquisiva nuovi apparecchi, andavano a Kirtland per subire modifiche ed eseguire missioni connesse al loro ingresso nel campo delle armi speciali.
L'estate successiva (giugno 1949), le unità di stanza a Kirtland AFB furono ancora rinominate, dal General Order No. 52, HQ, AMC. Di seguito le relative designazioni:
- HQ and HQ Squadron, 2758th Experimental Wing
- HQ and HQ Squadron, 3170th Special Weapons Group
- HQ and HQ Squadron, 2930th Maintenance and Supply Group
- HQ and HQ Squadron, 2797th Medical Group
- HQ and HQ Squadron, 3078th Air Base Group

#### Air Force Special Weapons Command

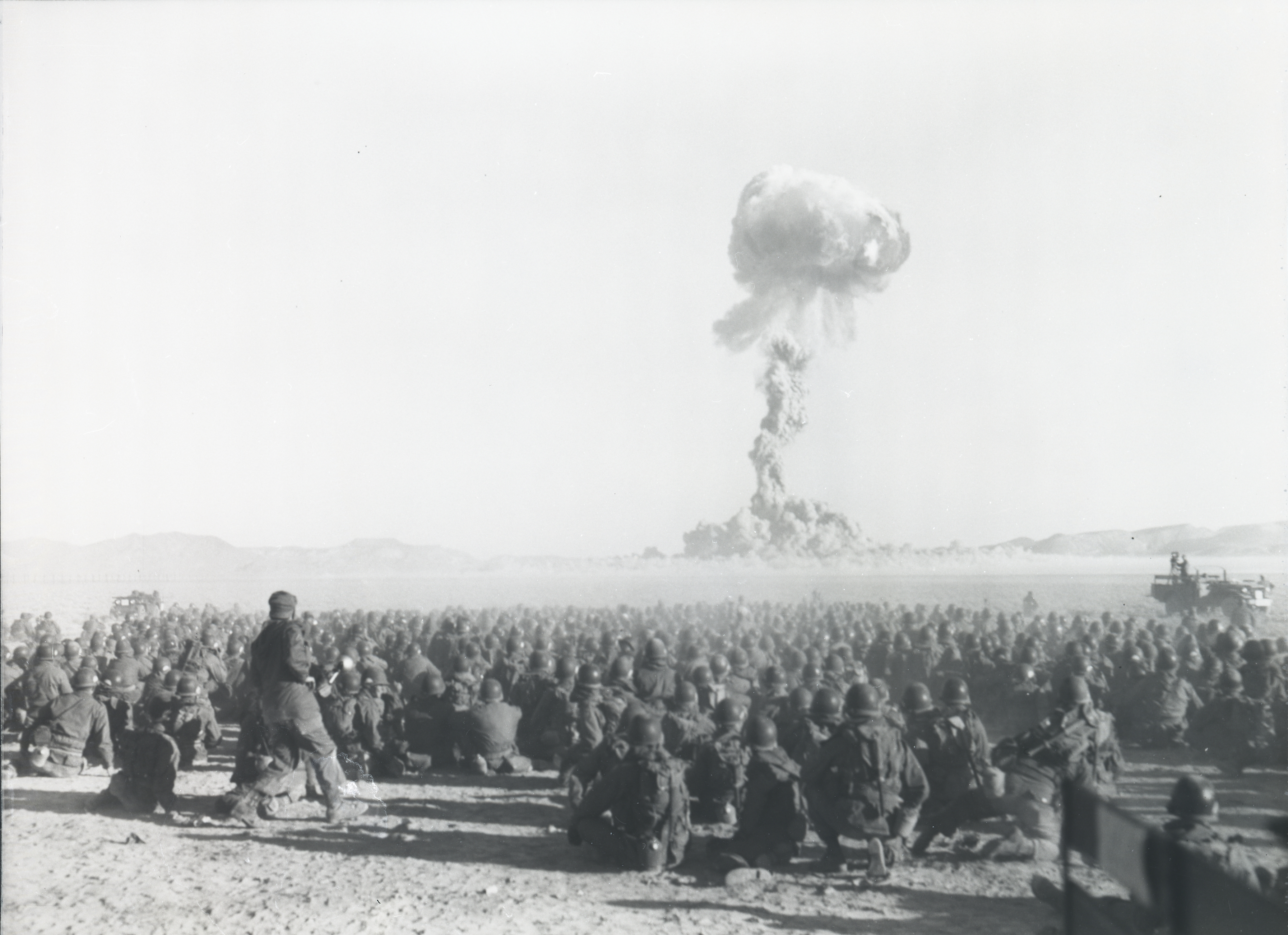
Test nucleari USA al Nevada Test Site (i soldati acquattati si trovano ad appena 10 km dall'esplosione).

In reazione all'esplosione di una bomba atomica russa nell'autunno 1949, e in conformità alla nuova strategia militare USA di deterrenza, nel dicembre 1949 fu istituito lo Special Weapons Command (SWC), un Major Command USAF preposto allo sviluppo e al collaudo di bombe atomiche.

#### New Mexico Air Defense

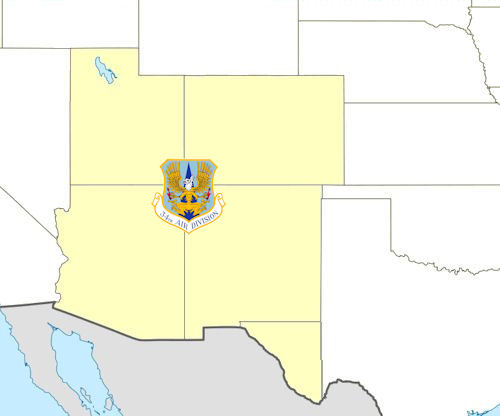
Giurisdizione operativa, 34th Air Division, 1951-1960

Parallelamente all'assegnazione allo SWC, Kirtland AFB fu inserita in una missione collegata di difesa aerea per conto dell'Air Defense Command (ADC). A Kirtland era schierato un ADC Air Defense Detection Center (ADDC), preposto ad allertare gli squadroni di caccia intercettori e lo Air Defense Control Center (ADCC) quando si fossero verificate intrusioni di aerei non identificati nello spazio aereo sorvegliato dallo ADC. L'ADCC avrebbe poi allertato la Central Air Defense Force di ADC, che consisteva di Western Air Defense Force [WADF], Central Air Defense Force [CADF],e Eastern Air Defense Force [EADF]. Kirtland ospitava uno dei primi ADCC del Paese, che era già in fase di costituzione alla fine del 1950 e operativo entro il 1951 nell'ambito della 34th Air Division (Defense). Gli ADCC erano costruzioni innovative rinforzate pionieristicamente e progettate per proteggere dalle insidie della guerra NBC.
Ciascun ADCC controllava alcuni squadroni intercettori addetti alla difesa aerea nella sua giurisdizione. A Kirtland c'erano un ADCC e il corrispondente ADDC.
La zona centrale del Nuovo Messico era considerata un'alta priorità di difesa aerea al principio della Guerra fredda per via del Sandia Laboratory, LASL, e del nuovo deposito di armi nucleari. Il 25 aprile 1950 a KAFB fu stabilito il comando della nuova 34th Air Division (Defense). Essa proteggeva Nuovo Messico e Arizona, gran parte di Colorado e Utah, oltre a una porzione del Texas occidentale, ossia Los Alamos, il complesso Sandia Kirtland , White Sands e Biggs, Walker e Davis-Monthan Air Force Base.
Oltre a ospitare la HQ 34th Air Division (Defense), Kirtland iniziò ad accogliere una stazione radar dipendente Aircraft Control and Warning (AC&W) nel 1950. Il 690th Aircraft Control and Warning Squadron addetto alla stazione era appoggiato, all'esordio della missione, direttamente alla base in capanne temporanee Jamesway — strutture di tipo capanne rotonde Quonset.
KAFB rimase il quartier generale della 34th Air Division (Defense) per tutti gli anni 1950 e fino al 1º gennaio 1960. Da quella data fino al 1º novembre 1960, la zona veniva chiamata Albuquerque Air Defense Sector. Dai primi anni 1960, tuttavia, l'USAF iniziò a spostare l'attenzione dall'intercettare i bombardieri allo scoprire missili balistici intercontinentali. I tagli di finanziamenti cominciarono a tarpare i programmi ADC, e quella particolare era della difesa aerea volse al termine.

#### 81st Fighter-Interceptor Wing

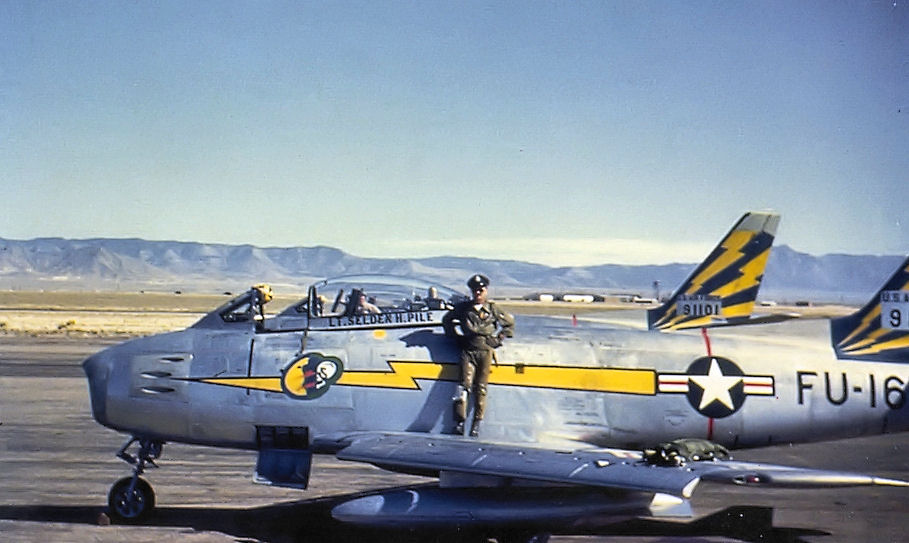
Il North American F-86A-5-NA Sabre - 49-1161 del 92d Fighter-Interceptor Squadron

Nel giugno 1949 a Kirtland AFB fu assegnato uno dei primi stormi di caccia intercettori di reazione rapida dell'Air Defense Command creati per la difesa aerea degli USA, lo 81st Fighter Wing, che era stato istituito nel maggio 1948 presso Wheeler AFB (Hawaii). Lo 81st Fighter Wing assunse il nuovo nome 81st Fighter-Interceptor Wing nel gennaio 1950, e impiegando il caccia diurno aviogetto F-86A Sabre fu incaricato della difesa aerea delle aree attorno a LASL e Sandia Base. Lo 81st Fighter-Interceptor Wing era costantemente in allarme, tipicamente con gli aerei parcheggiati in fondo alle piste e gli equipaggi di turno all'interno di spartane costruzioni adiacenti. In luglio 1950 Kirtland era uno degli appena 14 siti di priorità FIS negli Stati Uniti continentali.
Ma l'assegnazione dello 81st Fighter-Interceptor Wing all'area di difesa aerea durò poco. In maggio 1950 lo 81st Fighter-Interceptor Wing si trasferì a Moses Lake AFB (Washington), assieme ai FIS 91st e 92nd, che erano sotto la sua giurisdizione. Il 93d Fighter-Interceptor Squadron prese il posto dello 81st Fighter-Interceptor Wing a Kitland e fu aggregato allo Albuquerque Air Defense Sector lo stesso mese. Il 93rd FIS impiegava il jet F-86A Sabre (il primo jet con ala a freccia USAF concepito come caccia diurno di alta quota), era in stato di prontezza operativa, e si addestrava continuamente per migliorare l'efficienza in combattimento.

#### Air Force Special Weapons Center

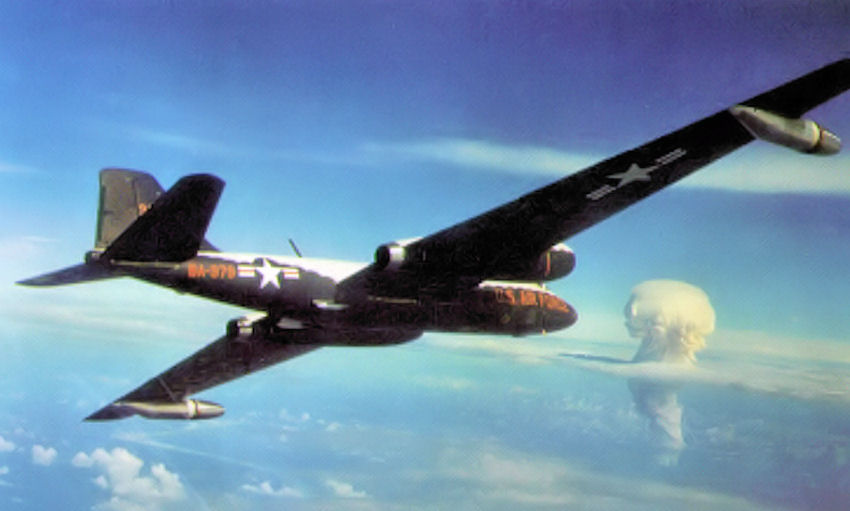
Un Martin RB-57D-2 Model 796 53-3979 del 1211th Test Squadron (Sampling) raccoglie dati atmosferici durante il test nucleare Juniper; Operazione Hardtack I, 22 luglio 1958 sull'Atollo Bikini.

Nel 1952 la Atomic Energy Commission aveva notevolmente aumentato sia la quantità sia la varietà di armi atomiche, imponendo allo Special Weapons Command di intensificare l'opera di ricerca e sviluppo (R&D) ed espandere le sue attività di supporto ai test. Di conseguenza fu ridotto al livello di organismo operativo, perdendo lo status di major command, e venne incorporato nell'organigramma dello Air Research and Development Command (ARDC), fondato nel settembre 1950 come major command dedicato allo R&D. Kirtland AFB divenne una struttura ARDC il 1 aprile 1952. Lo SWC fu rinominato Air Force Special Weapons Center (AFSWC). Contemporaneamente, il compito di ricerca e collaudo per le armi biologiche e chimiche — già imperniato su Kirtland quando vigeva lo SWC — fu trasferito a Eglin AFB, Edwards AFB, e Holloman AFB. Kirtland conservava quindi un ruolo amministrativo su questi programmi, presumibilmente attraverso lo AFSWC.
AFSWC divenne uno dei particolari centri R&D nell'ambito di ARDC. Il suo scopo principale era il corretto abbinamento di aerei ed armi: dovevan essere analizzate, progettate, sviluppate e provate le migliori combinazioni di aereo/armamento. Lo AFSWC doveva condurre questo lavoro di sviluppo e test assieme ad AEC, Sandia Laboratory, LASL, e lo FC/AFSWP presso Sandia Base.
In breve, LASL sarebbe divenuto il "pacchetto di fisica" di una nuova arma. Ciò comprendeva l'esplosivo ad alto potenziale, il materiale fisico nucleare, ed il pacchetto. Il Sandia Laboratory avrebbe messo l'arma in un involucro ed installato i sistemi di sparo, spoletta, temporizzazione, sicurezza, e l'elemento elettromeccanico. L'AFSWC avrebbe seguito tutto questo nuovo sviluppo ad uso dell'USAF ed eseguito prove di sgancio con i nuovi progetti di arma. All'AFSWC era pure richiesto di sorvegliare il lavoro di sviluppo degli appaltatori di aerei per assicurare la compatibilità tra aerei e bombe. Infine, dava assistenza in tema di armi speciali ad altri comandi USAF e supporto per test atmosferici su larga scala, come aveva fatto lo SWC.
Nel settembre 1956 lo AFSWC comprendeva un gruppo su tre squadroni addestrati nel collaudo di armi atomiche (la bomba atomica) e un gruppo addestrato nella prova delle bombe termonucleari (la bomba ad idrogeno). AFSWC era organizzato sulle seguenti unità:
- Research Directorate
- Development Directorate
- 4900th Air Base Group
- 4925th Test Group (Atomic)
- 4950th Test Group (Nuclear)

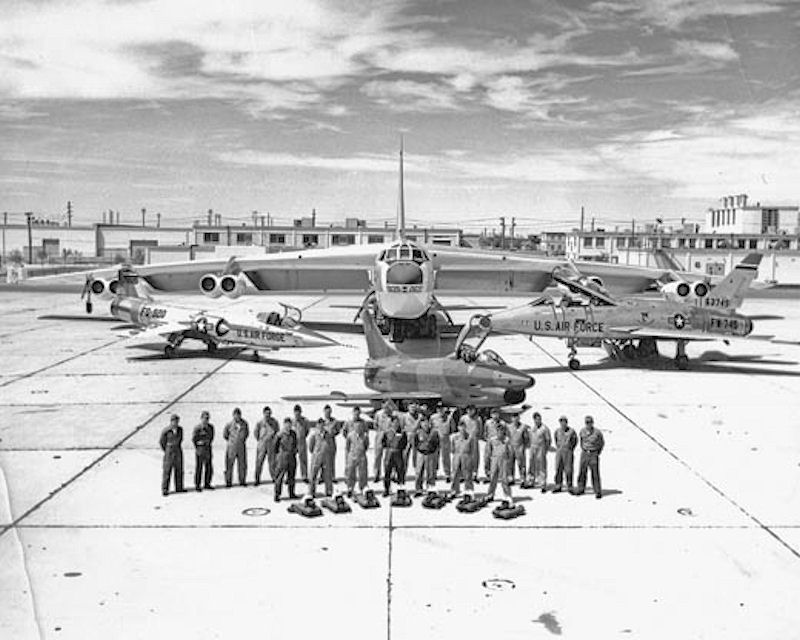
Il 4925th Test Group (Nuclear) a Kirtland Air Force Base nel New Mexico. Oltre ai due B-47 (assenti nella foto), lo schieramento del gruppo comprendeva due Boeing B-52 (uno è visibile in secondo piano) e tre caccia — da sinistra, un Lockheed F-104, un Fiat G-91, e un North American F-100.

Il Research Directorate di AFSWC divenne un punto di riferimento per la ricerca USAF in materia nucleare e nei sistemi d'arma avanzati. La sua missione era "condurre ricerca applicata nei campi dell'analisi sulle armi nucleari, requisiti e sviluppo, e prestare consulenza allo staff dello Air Force Special Weapons Center in materia di ricerca nucleare". Nel 1953 il Research Directorate iniziò un progetto ad indicizzazione di dati sulle armi e alimentò una documentazione tecnica per tutti i dati sui contributi USAF al programma di energia atomica. Il Research Directorate essenzialmente guidò l'impegno USAF nello svolgere test di armi speciali per esaminarne capacità di sopravvivenza e vulnerabilità. Inoltre creò le fondamenta per l'interesse USAF nelle armi ad energia diretta (esempio, laser).
Il Research Directorate svolse anche numerosi studi sui rischi dell'esposizione alla radiazione dei neutroni e dei raggi gamma, in relazione agli equipaggi di aerei sia a terra sia al suolo. Per esempio, scienziati del direttorato accompagnarono il 4926th Test Squadron (Sampling) di AFSWC durante i campionamenti di nube atomica eseguiti nei test atmosferici nel Pacifico ed in Nevada.
La missione del Development Research era studiare, ricercare, e sviluppare armi nucleari, sistemi d'arma, componenti, e relativi equipaggiamenti per l'USAF. Nei primi anni 1950, il Development Directorate svolse numerosi studi sulle armi nucleari con particolare riferimento all'efficacia su bersaglio specifico e condizioni di detonazione di armi atomiche. Il Development Directorate era la divisione AFSWC che collaborava con LASL e Sandia Laboratory quando venivano sviluppati nuovi progetti di bomba. Per quanto riguarda la sequenza dal deposito al bersaglio, il Directorate seguiva ricerca e sviluppo sulle tecniche di sospensione e sgancio delle bombe create dal Sandia Laboratory, sui congegni di ritardo e di lancio delle bombe, oltre a verificare che i relativi progetti osservassero le specifiche USAF.
A metà degli anni 1950, il Development Directorate di AFSWC prese a lavorare su installazioni di testate atomiche in missili guidati e sullo sviluppo di equipaggiamenti di supporto per le testate. Nel gennaio 1955 la Douglas Aircraft Company si aggiudicò il contratto per sviluppare l'arma che divenne nota come Genie. Il Genie era un razzo aria-aria, senza guida con testata nucleare che era progettato per essere armato in aria un attimo prima di essere sparato. La testata nucleare del Genie era una W-25 con una potenza di due kiloton circa. Fu l'unico razzo nucleare effettivamente lanciato e fatto esplodere da un aereo, il che avvenne a 20 000 piedi sopra il Nevada Test Site il 19 luglio 1957. Il Genie originale era chiamato MB-1 e poi ribattezzato AIR-2A; gli aerei impiegati per trasportare questi razzi erano F-89J Scorpion, F-101B Voodoo, e F-106A Delta Dart. Il Development Directorate sviluppò anche altri missili aerodinamici: SM-62 Snark, SM-64 Navaho, CIM-10 Bomarc e MGM-1 Matador.
I test atmosferici condotti negli anni 1950 furono essenziali per la definizione degli effetti delle armi nucleari per il progetto di sistemi d'arma USA offensivi e difensivi sostenibili. Condotti sotto l'egida dell'AEC, ogni serie di test era diretta da una Joint Task Force istituita dallo JCS. In ogni serie di test nucleari, l'USAF formava un Air Task Group per ciascun test per eseguire supporto aereo e missioni. La frequenza di test e questi problemi giustificavano un gruppo permanente, e l'USAF si rivolse a AFSWC per soddisfare l'esigenza. Rispondendo a tale appello, nel 1956 l'AFSWC costituì il 4950th Test Group (Nuclear) perché fungesse da Air Task Group USAF permanente per i test atmosferici, sostituendo il 4925th Test Group (Atomic), allora specializzato nella missione di abbinare aerei ed armi.
Nel 1958 erano in corso tentativi tra Stati Uniti e Unione Sovietica per accordarsi su una moratoria dei test nucleari in atmosfera. Le previste limitazioni sulla determinazione degli effetti delle armi spinsero lo Special Weapons Center e la Sandia Corporation a sviluppare metodi che simulavano effetti nucleari attraverso tecniche non nucleari. Nel 1962 personale di Kirtland AFB e di Sandia partecipò all'Operazione Dominic, una serie di test atmosferici e subacquei nel Pacifico. Furono gli ultimi test di questo tipo eseguiti prima che nel 1962 fosse firmato con l'Unione Sovietica il Trattato sulla messa al bando parziale degli esperimenti nucleari, che vietò i test nell'atmosfera, nello spazio e sott'acqua.
Nell'aprile 1961 lo Air Research and Development Command prese il nome di Air Force Systems Command (AFSC). Al nuovo comando furono attribuite le funzioni di acquisto e produzione di armi già appartenute all'Air Materiel Command, storico rivale dello ARDC, con ciò terminando una decennale contesa tra ARDC e AMC. Allo scioglimento dello ARDC nel 1961, lo AFSC assunse il comando di Kirtland e AFSWC. La sostituzione di ARDC con AFSC determinò significativi mutamenti per AFSWC, ma ci furono anche molti adattamenti che non scaturivano solo dal cambio al comando. Il ruolo principale di AFSWC come "l'aviazione di AEC" — il supporto primario di volo USAF per i test atmosferici — non era più una priorità militare agli inizi degli anni 1960 a causa della moratoria del 1958 sui test in atmosfera.
Mentre continuava la riduzione delle attività di test durante la moratoria, nell'agosto 1961 furono disciolti il 4950th Test Group (Nuclear) e il 4925th Test Group (Atomic). Sempre durante la moratoria la maggior parte delle missioni del 4926th Test Squadron (Sampling) di AFSWC consisteva di progetti U.S. Weather Bureau. Il 16 agosto 1961 il 4926th Test Squadron (Sampling) fu posto alle dipendenze di HQ, 9th Weather Reconnaissance Group, Air Weather Service del Military Air Transport Service (MATS), poiché anche il MATS usava il velivolo Martin RB-57D Canberra e poteva incorporare quell'unità. La nuova unità prese il nome di 1211th Test Squadron (Sampling). Pur non appartenendo più ad AFSC, rimase di stanza a Kirtland.
Poco dopo il discioglimento dei gruppi di test, il divieto dei test fu sospeso brevemente quando l'Unione Sovietica fece detonare in atmosfera un ordigno nucleare (settembre 1961). Ne derivò un'ondata di attività USA di test a pieno ritmo nel 1961 e 1962. Questi test facevano parte del National Nuclear Test Readiness Program, che era stato predisposto in diretta reazione al Safeguard C del presidente John F. Kennedy, che richiedeva la predisposizione a riprendere immediatamente i test atmosferici quando ce ne fosse stato bisogno. I test in atmosfera di armi nucleari si conclusero definitivamente con il già ricordato trattato di bando parziale del 1963.

#### Campionamenti atmosferici

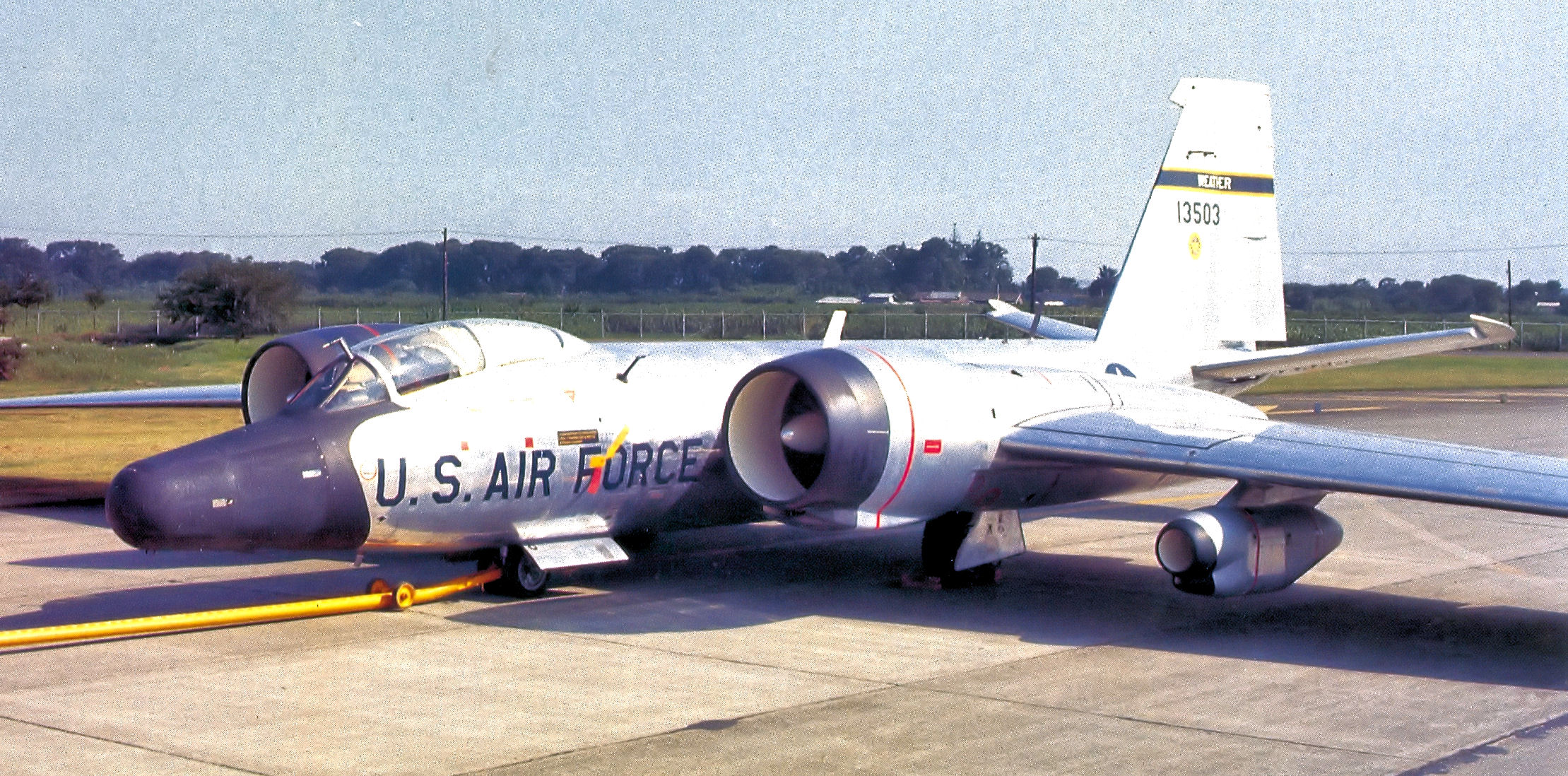
Martin General Dynamics WB-57F 63-13503 usato per campionamenti di aria atmosferica.

Il 16 giugno 1963, dopo il trattato di bando parziale, fu disattivato il 1211th Test Squadron, le sue risorse furono rinominate 58th Weather Reconnaissance Squadron, con attivazione di questa unità dal 1 febbraio 1964. Il nuovo nome lasciava immutata la missione del reparto, anche se esso si ritrovò nell'"Era delle unità F". La "F" alludeva all'assegnazione dello RB-57 Canberra allo squadrone. Secondo la storia ufficiale dello F Troop 58th Weather Squadron, lo RB-57 si dimostrò un aereo dotato di capacità eccezionali quanto a carico utile, prestazioni di alta quota, lungo raggio, e ampio tempo di permanenza sull'obiettivo, tutte qualità utili quando si devono acquisire campioni di aria.
L'attività di monitoraggio era direttamente collegata alle precauzioni di Kennedy quanto allo LTBT: sorvegliare i test di altre nazioni. Un compito costante del 58th Weather Reconnaissance Squadron era l'osservazione alla ricerca di prove su eventuali test per opera di Unione Sovietica e Repubblica popolare Cinese, una reazione diretta alla Safeguard D. Per esempio, il 58th Weather Reconnaissance Squadron volò avanti e indietro dall'Argentina nel 1965 per il suo segretissimo programma "Quick Dip". Quick Dip prevedeva voli bisettimanali di due RB-57F all'aeroporto internazionale Gobernador Francisco Gabrielli (El Plumerillo) di Mendoza (Argentina), per periodi da quattro a cinque giorni. In ciascun periodo si dovevano prelevare da cinque a sei campioni di aria per stimare la quantità di plutonio prodotta dai sovietici.
Nel 1968 gli RB-57F dello Air Weather Service furono rinominati WB-57F, e continuarono ad essere usati per campionamento atmosferico, soprattutto per conto dello AEC. Alcuni aerei erano muniti di sonde per raccogliere particelle aeree in un programma di monitoraggio costante dei test nucleari. Il grosso dell'attività puntava alla Cina comunista, ma alcune missioni si svolsero nello spazio aereo USA per monitorare l'aria all'indomani di un test nucleare.
Il 58th Weather Reconnaissance Squadron fu l'ultimo squadrone USAF ad impiegare i WB-57-F; nella primavera del 1972 si decise di trasferire 12 apparecchi F-Troop, WB-57F e WB-57C, a Davis-Monthan AFB (Arizona) per depositarli presso il Military Aircraft Storage and Disposition Center (cioè avviati alla demolizione). Nell'estate 1973 c'erano voci di riduzione di squadroni, e la disattivazione dello squadrone fu annunciata ufficialmente nel marzo 1974 per effetto del continuo ridimensionamento iniziato con la moratoria del 1958.

#### Sviluppo di missili
Nell'ultimo scorcio di anni 1960 lo AFSWC collaborò strettamente con lo Air Force Missile Development Center presso Holloman AFB. I compiti dello AFSWC in quell'epoca comprendevano i test e le valutazioni di missili aviotrasportati, sistemi di ricognizione aerea, e rientro in atmosfera di missili. Autodefinendosi Gateway to the White Sands Missile Range ("Porta d'ingresso del poligono missilistico di White Sands"), lo AFSWC sosteneva tutti i programmi USAF a White Sands ed esisteva un ufficio AFSWC dentro al White Sands Missile Range per le attività più frequenti. Lo AFSWC dava supporto per test in volo da Kirtland, e supporto per controllo missione e lancio droni dallo Air Force Missile Development Center presso Holloman AFB.
A metà degli anni 1970 il supporto allo sviluppo missilistico in seno allo AFSWC raggiunse un livello stabile — con il lavoro avanzato sui missili concentrato nella Space and Missile Systems Organization (SAMSO) di AFSC presso Los Angeles Air Force Station. SAMSO fu un precursore dell'odierno Space and Missile Systems Center in quello che oggi si chiama Los Angeles Air Force Base. Nel settembre 1974 la funzione dello AFSWC era divenuta ampiamente obsoleta, e nel 1976 il centro fu ufficialmente disciolto dallo AFSC.

#### Air Force Weapons Laboratory

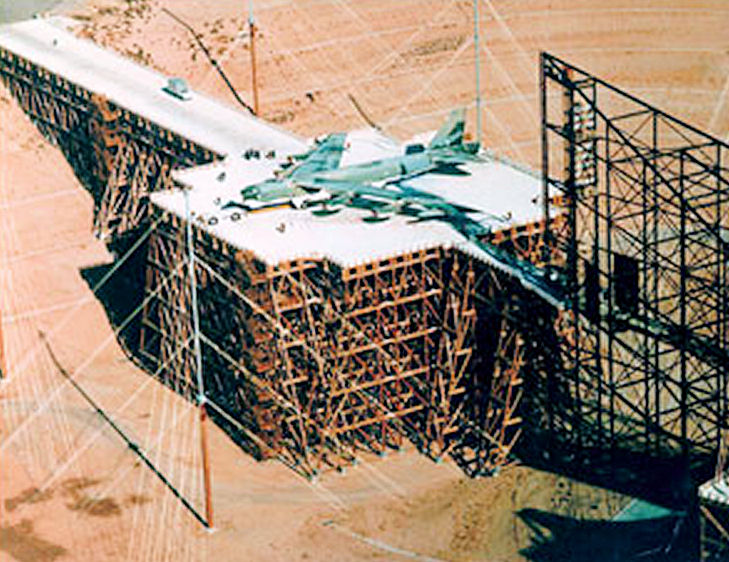
Simulatore di impulso elettromagnetico (EMP) ATLAS-I (The Trestle) con un B-52 Stratofortress durante un test.

Subito dopo i test su vasta scala e la sottoscrizione del trattato che bandiva i test, fu creato lo Air Force Weapons Laboratory (AFWL) da elementi dello Special Weapons Center. Lo AFWL aveva l'incarico di ricercare armi nucleari e la vulnerabilità del sistemi d'arma USA ad un attacco nucleare. Dato che i test atmosferici erano stati proibiti nel 1963, i test di vulnerabilità alle armi ora si orientavano sulle simulazioni di effetti nucleari. La missione originaria di AFWL era esplorare gli usi militari di potenza nucleare, armi, e equipaggiamenti di supporto, e ridurre la vulnerabilità dei sistemi USA agli effetti delle armi nucleari. Ciò comportava studiare gli effetti delle armi nucleari per mezzo di test, assicurare la compatibilità delle armi nucleari con i sistemi di lancio USAF, mettere a disposizione tecniche avanzate di lancio di armi nucleare, e indagare sui concetti della potenza nucleare.
Negli anni 1960 gli scienziati di AFWL costruirono strutture per simulare effetti nucleari quali la radiazione transitoria, i raggi X e l'impulso elettromagnetico. Per esempio, nel 1965 il Civil Engineering Research Branch di AFWL iniziò degli studi che usavano esplosivi convenzionali ad alto potenziale per simulare un'esplosione nucleare allo scopo di provare la resistenza o la capacità di sopravvivenza dei silos missilistici sotterranei e dei centri di comando. Il Weapons Laboratory negli anni 1960 costruì strutture per studiare la radiazione transitoria, i raggi X e l'impulso elettromagnetico. Per esaminare quest'ultimo, alla fine degli anni 1970 nella parte orientale di Kirtland AFB fu completato lo ATLAS-I (meglio noto come TRESTLE), la più grande struttura di simulazione mai costruita.
AFWL diede pure importanti contributi in quel decennio per migliorare i sistemi nucleari relativi ad aerei come F-4 Phantom II, F-105 Thunderchief, F-111, e B-58 Hustler. Tra i sistemi d'arma corrispondenti a questi aerei c'erano i missili aria-terra (AGM) AGM-28 Hound Dog, AGM-69 SRAM “Short-Range Attack Missile” ("missile da attacco a corto raggio"), oltre agli ICBM LGM-25C Titan II e LGM-30 Minuteman, e il missile anti-balistico LIM-49 Spartan.
Il 1 luglio 1971 Kirtland si unì a Sandia Base e Manzano Base, con cui confinava ad est. Dodici mesi dopo la fusione, Kirtland AFB divenne sede di una delle unità di gestione industriale più importanti del Paese, la Air Force Contract Management Division (membro di Air Force Systems Command) trasferitasi da Los Angeles. Ai primi del 1974, su istruzioni dell'Air Force Chief of Staff, a Kirtland fu organizzato lo Air Force Operational Test and Evaluation Center per dirigere e presiedere i test operativi di aerei ed altri equipaggiamenti.

#### Tecnologia laser

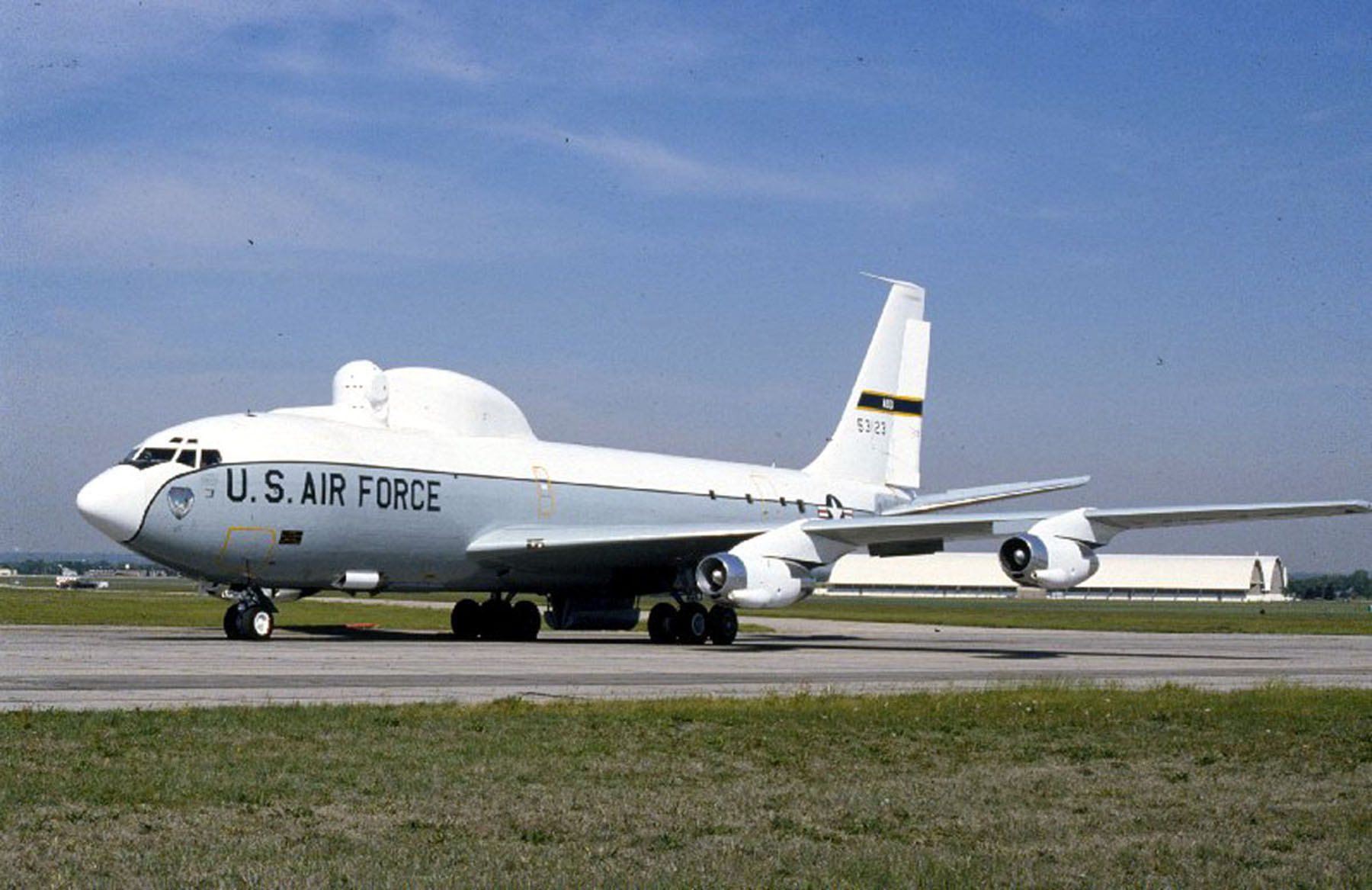
Lo Airborne Laser Lab consisteva di un gas-dynamic laser montato su una versione modificata del KC-135 usata per test in volo. Simile al velivolo commerciale Boeing 707, il KC-135, leggermente più piccolo, era progettato su specifiche militari e operava con alti pesi lordi. Lo NKC-135A (S/N 55-3123) fu ampiamente modificato dallo Air Force Weapons Laboratory, ed impiegato per 11 anni in un esperimento volto a dimostrare che si poteva mettere in funzione un laser ad alta energia montato su un aereo come arma per colpire bersagli aerei.

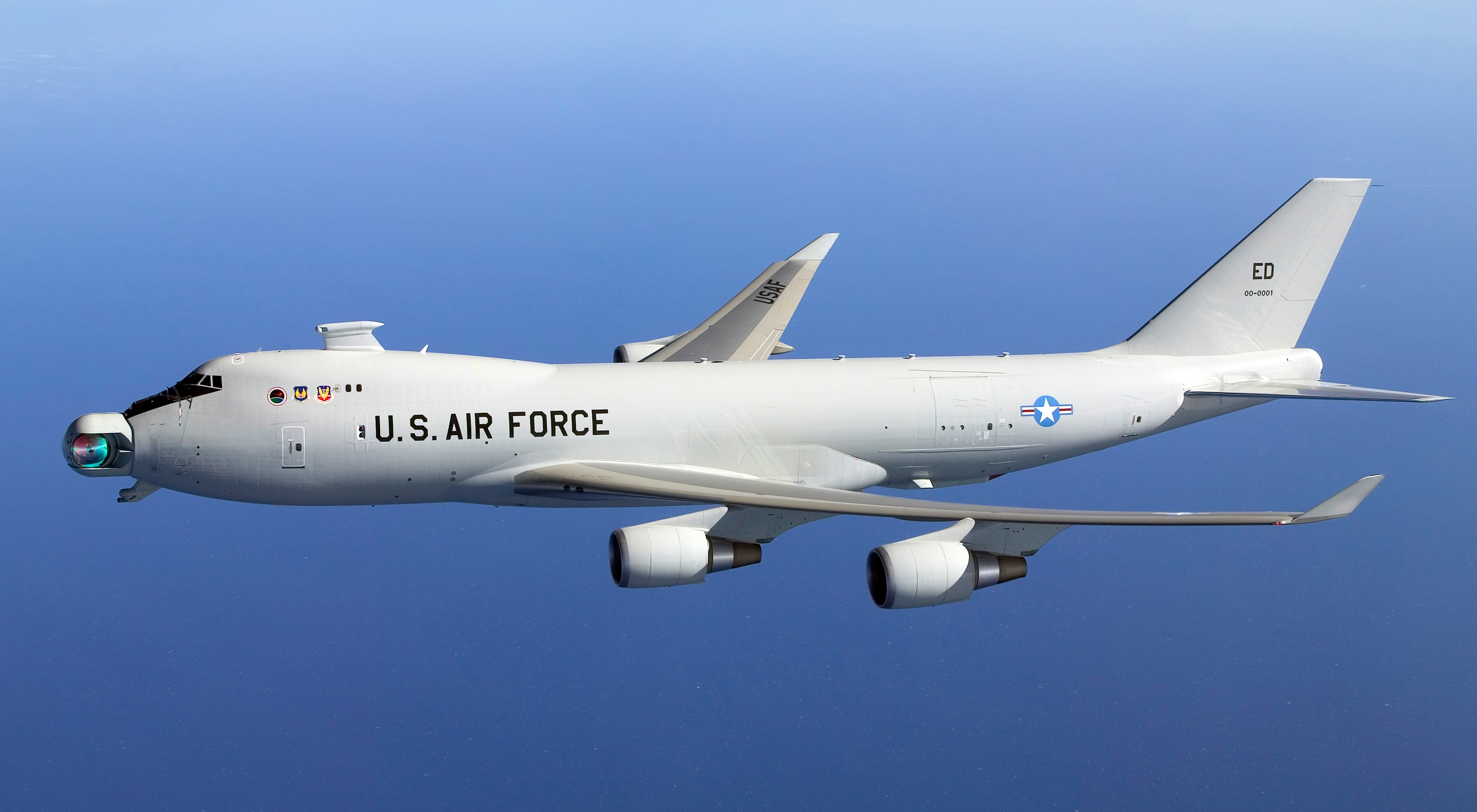
Boeing YAL-1A Airborne Laser: lo sviluppo del programma negli anni 2000.

Ricerca e sviluppo in materia di laser divenne uno dei compiti di AFWL nel corso degli anni 1960 e fu il suo obiettivo principale nel decennio successivo. Le forze armate iniziavano a considerare il laser come potenzialmente superiore alle armi convenzionali per l'intensità della sua azione sulle grandi distanze e immaginavano di svilupparne l'uso per la difesa dai missili balistici e per missioni anti-satellite o anti-aereo. Nel 1968 l'USAF autorizzò lo AFWL a progettare, costruire ed utilizzare un gas-dynamic laser in grado di puntare bersagli statici e in movimento. Lo Advanced Radiation Technology Office di AFWL costruì il suo TSL a SOR nel 1971, con il nome Air Force Laser (AFL). L'abbinamento dell'AFL e del Field Test Telescope (FTT) — il primo passo verso l'abbattimento di un bersaglio aereo con un laser — ebbe luogo nell'ottobre 1972. L'indovinato accoppiamento di AFL e FTT nel 1972 fu una pietra miliare della ricerca USAF sul laser ad alta energia. Quello stesso anno lo AFSC affidò ad AFWL la responsabilità per la componente USAF del programma DOD sul laser ad alta energia. Gli scienziati AFWL avevano deciso di usare lo AFL per abbattere un aereo telecomandato. Un anno dopo (novembre 1973) lo AFWL raggiunse i tre obiettivi e riuscì per la prima volta ad abbattere un bersaglio in volo con un laser.
Per un laser posto sul terreno era abbastanza agevole seguire e collimare un bersaglio mobile, ma un laser montato su un aereo aveva le ulteriori difficoltà causate da vibrazioni, propagazione del raggio, e dallo stesso puntamento del laser da una piattaforma aerea. Sviluppare lo Airborne Laser Laboratory ("Laboratorio laser aereo") (ALL) divenne il fulcro del programma laser AFWL degli anni 1970. L'acronimo ALL fu coniato nel 1972; il programma ALL iniziò nel 1973 con i test del Cycle I e terminò con il completamento del Cycle III nel settembre 1983. Il velivolo ALL era un NKC-135 modificato, e per le attività di volo fu costituito il 4900th Flight Test Group. I test di laboratorio si svolgevano nell'area 400 di Kirtland AFB e i test iniziali presso l'hangar 1001, mentre nell'angolo sudest della pista si stava costruendo l'hangar presso la Advanced Radiation Test Facility (ARTF). La ARTF fu usata per successivi test a terra che puntavano l'APT dalla piattaforma di test ARTF ad un bersaglio nell'atmosfera al fine di calibrare gli strumenti dell'aereo in preparazione dei test in volo. Assieme ai cinque NKC-135, il 4900th FTG impiegava una flotta di cinque F-4D, un RF-4C, tre NC-135A, cinque C-130, e alcuni A-37, F-100, ed elicotteri.
Questi test di volo si svolsero da gennaio a luglio 1975, e la prima generazione di raggio "buona" ci fu in marzo. Gli esperimenti terminarono nel 1976, e sebbene i test da aerei dimostrassero la necessità di migliorare il tracciatore, la qualità ottica degli specchi, e la stabilizzazione dell'APT, provavano chiaramente che un laser poteva essere puntato con precisione in un ambiente aereo. Dopo il 1977, il lavoro continuò con lo ALL, che avrebbe raggiunto il suo traguardo nel 1983.
Nel 1979 AFWL raggiunse una tappa decisiva nello sviluppo di armi laser ad alta energia avio trasportate. Lo High Energy Laser Radar Acquisition and Tracking System (HELRATS) fu progettato espressamente per tracciare aerei e missili nemici. Installato a North Oscura Peak sul White Sands Missile Range (WSMR) tra maggio e novembre 1979, HELRATS affrontò lunghi test contro aerei e missili. Questi test erano tappe decisive per sviluppare il programma di laser ad alta energia del Dipartimento della difesa. Ci furono test in poligono da maggio a dicembre 1979. Il test più riuscito fu quello che abbatté a distanza un AIM-9B; il raggio nella cellula test fu lanciato e agganciò il punto di mira sulla cuspide del missile, provocando danni alla cuspide, al sistema di guida, e all'unità di ricerca all'interno dell'AIM-9B. Questo test dimostrò che i sistemi ALL potevano funzionare come unità e neutralizzare un bersaglio.
Nel luglio 1980 fu fatto un test del sistema "sparando a caldo", cioè per la prima volta si provava il sistema montato su un aereo. Il volo si compì vicino a WSMR a 10 000 piedi di quota. Ci volle una serie di test prima di ottenere un raggio dallo ALL. Nel gennaio 1981 fu generato un raggio laser ad alta energia dentro allo ALL, diretto attraverso lo APT, propagandosi nell'aria esterna all'aereo; questa fu ls prima dimostrazione che i componenti ALL potevano funzionare come un sistema unificato e puntare un bersaglio. Il punto culminante del programma ALL fu nel maggio 1983, nel cielo del Naval Weapons Center Range at China Lake (California), quando il laser fu combinato con un sofisticato puntatore-tracciatore per interdire o neutralizzare cinque missili AIM-9 “Sidewinder”. Benché i missili non venissero distrutti, erano comunque resi così inoffensivi che non potevano più localizzare, tracciare e colpire il loro bersaglio.
Malgrado il successo, le autorità preposte agli armamenti ignorarono lo ALL, dato che le sue missioni erano state classificate come "esperimento" e non dimostrazioni di uno strumento di guerra di uso pratico. Nel 1984 l'aereo ALL fu ritirato e depositato nell'hangar 760 di Kirtland. Quattro anni più tardi fece l'ultimo volo verso Wright Patterson AFB, dove oggi si può ammirare nello United States Air Force Museum. Circa dieci anni più tardi, dopo la Guerra del Golfo, il concetto di laser antimissile fu ripreso nel programma di laser aviotrasportato Boeing YAL-1.

#### Air Force Test and Evaluation Center
Nel 1974 a KAFB fu creato lo Air Force Test and Evaluation Center (AFTEC) per "dirigere e coordinare i test operativi dei più innovativi aerei e sistemi dell'Air Force". Lo scopo di AFTEC era stabilire quanto i nuovi sistemi, che USAF valutasse di acquistare, sarebbero stati sicuri, efficaci, affidabili, conservabili, compatibili, e sostenibili per la logistica. Il caccia F-16 Fighting Falcon e il missile da crociera BGM-109 Tomahawk furono tra le armi che il centro provò negli anni 1970, e la dichiarazione Kirtland Base Information Resources and Economic Impact per l'anno fiscale 1984 riferì che AFTEC stava allora "aiutando più di 90 sistemi principali. Tra questi sono il missile Peacemaker, l'elicottero HH-60, una nuova versione del missile aria-aria avanzato di medio raggio per l'F-15, il missile aria-terra Maverick, il sistema di comunicazione interforze TRI-TAC e il bombardiere B-1".
A causa di tagli di bilancio e riorganizzazioni, lo Special Weapons Center fu disciolto nel 1976. Le sue funzioni come gestore immobiliare di Kirtland furono trasferite alla Contract Management Division, e per assolvere questi compiti fu creata una nuova organizzazione di supporto, il 4900th Air Base Wing.

#### 1550th Combat Crew Training Wing

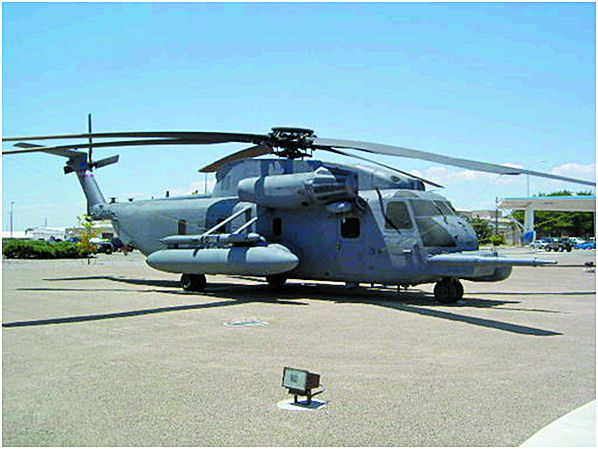
Un MH-53J Pave Low ripreso a Kirtland AFB. Questo velivolo detiene un posto speciale nella storia dell'Air Force, poiché funse da prototipo per il programma Pave Low III.

Nel 1976, nell'ambito delle ristrutturazioni cennate, lo Aerospace Rescue and Recovery Service trasferì il suo 1550th Aircrew Training and Test Wing (poi diventato 1550th Combat Crew Training Wing) a Kirtland AFB da Hill AFB (Utah). L'addestramento per elicotteri e velivoli ad ala fissa generò attività di volo regolari a Kirtland, che si aggiungevano al supporto fornito ad aerei militari di passaggio. Il 1550th ATTW era preposto a tutto l'addestramento avanzato USAF. L'unità svolgeva anche addestramento al soccorso con velivolo ad ala fissa sulla'HC-130 Hercules, oltre a collaudare nuovi sistemi e tecniche per elicotteri.
Il 1 luglio 1977 la base cambiò nuovamente gestione, con la costituzione del 1606th Air Base Wing e con il Military Airlift Command (MAC) che subentrava allo Air Force Systems Command nella titolarità di Kirtland AFB.
A metà degli anni 1980 lo stormo era dotato di una flotta di 32 aerei, tra cui cinque aerei da trasporto-soccorso HC-130, otto elicotteri pesanti da trasporto H-3 e sette H-53 o "Jolly Green Giant", e sei elicotteri da trasporto leggeri UH-1F e sei UH-1F o "Huey". L'attività di volo addestrativo al 1550th ATTV comprendeva i brevetti base per aereo, volo strumentale e di transizione, rifornimento in volo di elicotteri Jolly Green Giant da aerocisterne HC-130. tattiche di combattimento, aviolanci di personale e materiale "pararescue", addestramento alla discesa da elicottero terra-acqua, missioni di ricerca simulate, e localizzazione e intercettazione di aerei dispersi o in avaria. Anche l'addestramento iniziale di tutti gli USAF Pararescuemen aveva luogo a Kirtland. L'addestramento comprendeva corsi di alpinismo, sopravvivenza, navigazione, lanci col paracadute e l'attrezzatura da sub, discesa dall'elicottero, medicina di emergenza, tattiche di combattimento, e armi. Nel 1985 lo stormo diplomò circa 1 250 allievi usciti dai suoi 34 corsi formali.

#### Air Force Space Technology Center
Il 1 ottobre 1982 a Kirtland fu istituito lo Air Force Space Technology Center (AFSTC) per coordinare e gestire la ricerca nei sistemi spaziali dell'Air Force. Lo scopo era pianificare ed eseguire "i programmi di ricerca e sviluppo USAF nella tecnologia spaziale ed effetti delle armi, propulsione a razzo e geofisica".
Lo AFSTC dipendeva dalla Space Systems Division dello Air Force Systems Command (AFSC), con sede presso Los Angeles AFB. Lo AFSTC coordinava lo AFWL, lo Air Force Rocket Propulsion Laboratory presso Edwards AFB (California), e lo  Air Force Geophysics Laboratory presso Hanscom AFB (Massachusetts). L'annuncio del nuovo centro fu emanato due giorni dopo che il Segretario di Stato Alexander Haig aveva rivelato che l'Unione Sovietica aveva fatto prove pratiche con alcune armi spaziali, compresa una che poteva distruggere stellati USA. Il nuovo AFSTC aveva la competenza su satelliti militari, programma anti-satellite, carichi utili militari messi in orbita da space shuttle, tracciamento dei satelliti sovietici, e altri programmi inerenti.
Il valore militare essenziale dello spazio divenne un obiettivo per lo AFWL nei primi anni 1980. Nel marzo 1983 il presidente Ronald Reagan annunciò un rilevante impegno di ricerca per determinare la fattibilità di difese avanzate contro i missili balistici. A metà degli anni 1980 lo AFWL apportò notevoli contributi al programma SDI attraverso i suoi studi sulla vulnerabilità al laser dei razzi ausiliari (booster, a stato solido o a combustibile liquido) per gli ICBM.
AFWL usò il laser chimico avanzato a medi infrarossi (MIRACL) per dimostrare tali vulnerabilità, e nei riusciti test il MIRACL sia bersagli statici sia rotanti a riflessione. Nell'anno fisale 1986, la Strategic Defense Initiative (SDI) di Reagan impegnava più del 60 percento del budget di AFWL.
AFWL svolse i suoi esperimenti del Booster Vulnerability Test Program. In essi gli scienziati usarono il MIRACL il razzo di secondo stadio di un Titan I dismesso con carichi di volo simulati presso il White Sands Missile Range, e i dati derivati furono usati per determinare la vulnerabilità ai laser di tipici involucri di motore a stato solido e razzi ausiliari a propellente liquido. Nel dicembre 1990 Air Force Space Technology Center e Weapons Laboratory si fusero divenendo Phillips Laboratory, e in seguito, Air Force Research Laboratory.
Il 1 ottobre 1991 1606th Air Base Wing e 1550th Combat Crew Training Wing furono unificati dando vita ad un "super stormo" denominato 542d Crew Training Wing.

### Anni recenti

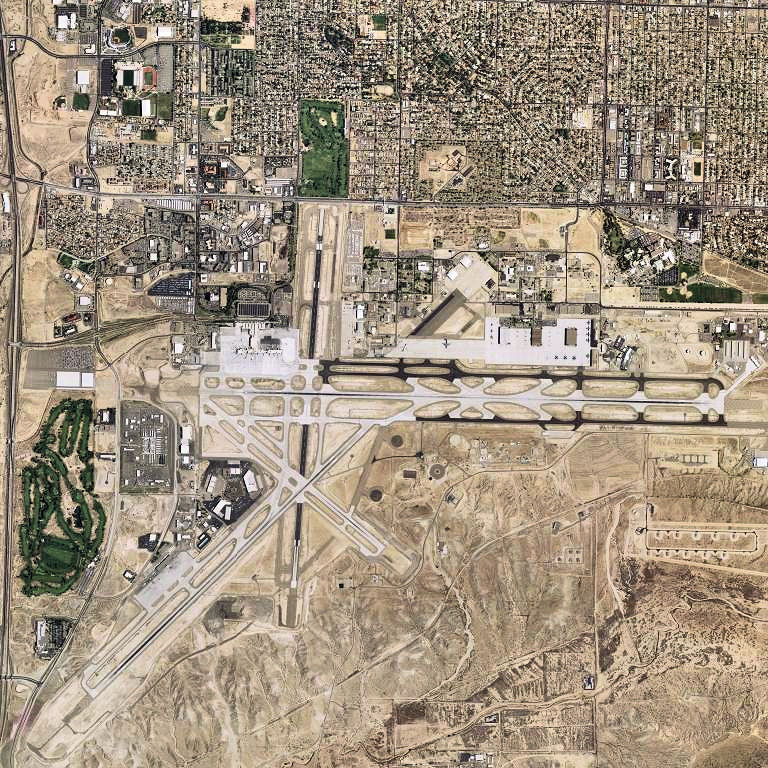
2006. Kirtland AFB in una foto di US Geological Survey

Nel 1992 a Kirtland AFB fu attivato il Kirtland Underground Munitions Maintenance and Storage Complex (KUMMSC).
La struttura garantisce immagazzinamento, spedizioni e manutenzione per l'USAF. È gestito da 898th Munitions Squadron (898 MUNS) e da 377th Weapons Systems Security Squadron (377 WSSS). È una struttura all'avanguardia, con più di 28 000 m2 di superficie completamente sotterranea.
KUMMSC è la più grande struttura di deposito di armi nucleari al mondo. 
Il numero totale di testate nucleari pronte all'impiego ivi conservate è più di 3 000. Tra le munizioni figurano bombe di gravità B83 e B61, testate nucleari per Air Launched Cruise Missile (ALCM) W80, W78, e W87, ICBM Minuteman III e Peacekeeper.
Il 1 gennaio 1993 la base cambiò di nuovo gestione allorché il neonato Air Force Materiel Command acquisì Kirtland AFB dallo Air Mobility Command. Il 377th Air Base Wing venne riattivato per diventare il reparto di guarnigione della base.
Il 1 aprile 1994 il 1550th Combat Crew Training Wing fu rinominato 58th Special Operations Wing in seno allo Air Education and Training Command (AETC). Oltre all'addestramento elicotteristico, preparava altresì gli equipaggi di velivoli per operazioni speciali, tra cui elicotteri e Hercules C-130 modificati. Svolgeva pure addestramento per pararescue e anche per missioni ricerca e soccorso. Inoltre, lo stormo addestrava al supporto per sito missilistico e all'aerotrasporto di autorità in visita. Nello stesso tempo lo stormo continuava a dispiegare personale in tutto il mondo per emergenze e missioni di combattimento. Lo stormo aerotrasportò una task force federale in Pennsylvania per investigare sul sito dove si era schiantato il quarto aereo di linea in seguito agli attacchi terroristici dell'11 settembre 2001. Da quella data il 58th ha trasferito personale ed equipaggiamento per sostenere l'Operazione Enduring Freedom e l'Operazione Iraqi Freedom.

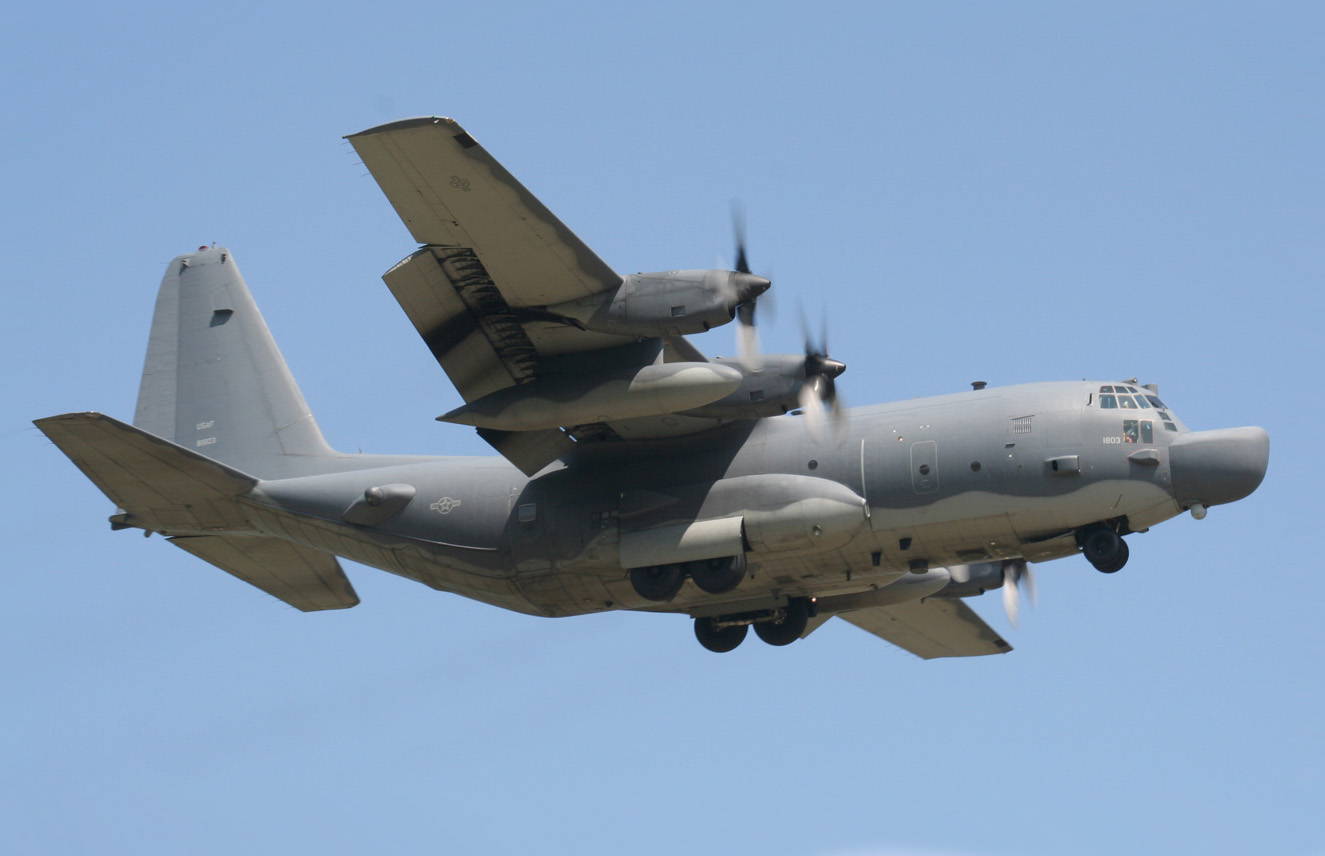
MC-130H Combat Talon II

Oggi il 58º addestra equipaggi su MC-130J Commando II, MC-130H Combat Talon II, e su CV-22 Osprey per lo Air Force Special Operations Command; su HC-130P Combat King, HC-130J Combat King II, e HH-60G Pavehawk per lo Air Combat Command e le Pacific Air Forces; su UH-1 Huey per lo Air Force Space Command; e quegli equipaggi acquisiti operativamente a tali comandi per lo Air Force Reserve Command e la Air National Guard.
Il 31 marzo 2006 fu creato il Nuclear Weapons Center con funzioni di supervisione su Kirtland AFB. Fu anche creato il 498th Armament Systems Wing per provvedere alla manutenzione dello NWC, mentre il 377th ABW rimaneva l'unità di supporto della base. Il 1 ottobre 2015 Kirtland AFB fu posta alle dipendenze di Air Force Global Strike Command.
Nel novembre 2009 il 377th Air Base Wing, comandato dal colonnello Michael S. Duvall, e il 498th Nuclear Systems Wing, comandato dal colonnello Richard M. Stuckey, non riuscirono a superare le rispettive ispezioni di sicurezza nucleare. Le ispezioni erano state svolte da Air Force Materiel Command e Defense Threat Reduction Agency.
Il 27 gennaio 2010 lo 898th Munitions Squadron fu "de-certificato". Questo atto amministrativo comportava che lo squadrone non potesse più svolgere la sua missione di salvaguardare le armi presso il Kirtland Underground Munitions Maintenance and Storage Complex finché non avesse superato un'ispezione di sicurezza nucleare.  Lo squadrone fu "ri-certificato" l'11 giugno 2010.

## Inquinamento del suolo da sversamento di carburante avio
Nel 1999 a Kirtland Air Force Base si scoprì una fuga di JP-5. Forse inosservati per decenni, da 27 a 110 milioni di litri saturarono il suolo, generando un serio rischio nei pozzi della valle meridionale connessi all'acquedotto municipale.
Lo Air Force Manual 85-16 richiedeva ispezioni annuali e quinquennali alla Bulk Fuels Facility. Le ispezioni non vennero eseguite per trent'anni. Nel 1985 fu emanata una deroga che consentiva di non fare le prove di pressione sugli oleodotti. Nel 1992 fu scoperta una perdita alla stazione di pompaggio Bldg. 1033. Nel 1994 furono concesse due deroghe: una per il test annuale dell'oleodotto e un'altra per il test di pressione. Nel 1999 fu scoperta un'altra fuga da un tubo da 16 pollici guasto. Si apprese in seguito che il tubo perdeva dal 1950 senza che nessuno se ne fosse accorto. L'Air Force inizialmente stimò che il tubo avesse spanto pressappoco tra 3 800 e 7 600 m3 di carburante nell'arco di 49 anni. Ma le autorità ambientali dello stato credono che il numero possa arrivare a 91 000 m3, che potrebbero rendere lo sversamento in questione più che doppio di quello provocato nel 1989 dalla Exxon Valdez nello Stretto di Prince William (Alaska). Nel 2007, quando fu scavato un pozzo, 45 cm di carburante galleggiavano sulla falda freatica.
Il carburante disperso è sepolto a 150 m sotto il suolo nell'acquifero dell'acqua potabile. Nel 2010 un pennacchio di inquinanti (di cui il più pericoloso è l'EDB) lungo quasi 2 km si muoveva nel raggio di 1 200 m verso i pozzi comunali che forniscono l'acqua potabile. L'EDB è una sostanza tossica e carcinogena.
Nel giugno 2014 il consiglio dei direttori del servizio idrico comunale di Albuquerque approvò una risoluzione per cui "ogni quantità di EDB, anche se molto piccola, determinerà la chiusura del pozzo interessato". Richiamò anche l'Air Force ad "adoperarsi più rapidamente per bonificare lo sversamento", poiché il protrarsi eccessivo delle operazioni aveva amareggiato i cittadini. Il pennacchio di acqua contaminata potrebbe raggiungere il più vicino pozzo di acqua potabile in un tempo tra cinque e 40 anni, secondo una stima del 2014.

### Bonifica
Fino al 2014 non vi erano piani approvati di bonifica ambientale né della frazione liquida né di quella dissolta del pennacchio di carburante. Nel 2009 la superficie freatica di Albuquerque era calata di quasi 37 m, ed il comune avviò un programma di risparmio idrico. Quando il livello dell'acqua fu ripristinato e crebbe, la maggior pressione iniziò a mescolare acqua e carburante in sospensione, sicché non si poteva più "raschiare" il carburante dall'acqua. Nel 2014 furono asportate tonnellate di suolo e a metà giugno 2015 era stato scavato il primo pozzo pump and treat per aspirare il pennacchio verso Kirtland (dove ripulirlo), con inizio operazioni dal 30 giugno. L'Air Force prevedeva di costruire due nuovi pozzi per la fine del 2015 ed altri cinque nel 2016. Nel 2010, quando si credeva che la perdita fosse di "solo" 36 milioni di litri, le autorità del Nuovo Messico stimavano che il ripristino sarebbe costato 100 milioni di dollari, e pensavano che il piano originario di bonifica dell'Air Force avrebbe richiesto 56 anni.

## Nomi precedenti
- Albuquerque Army Air Base, 8 marzo 1941
- Kirtland Army Air Field, 24 febbraio 1942
- Kirtland Air Force Base, 13 gennaio 1948 – oggi

## Unità
Le missioni di Kirtland AFB ricadono in quattro principali categorie: conservazione di munizioni; prontezza operativa e addestramento; ricerca, sviluppo e test; supporto logistico per più di 100 organizzazioni collegate, sia del governo federale sia del settore privato.

### Unità principali

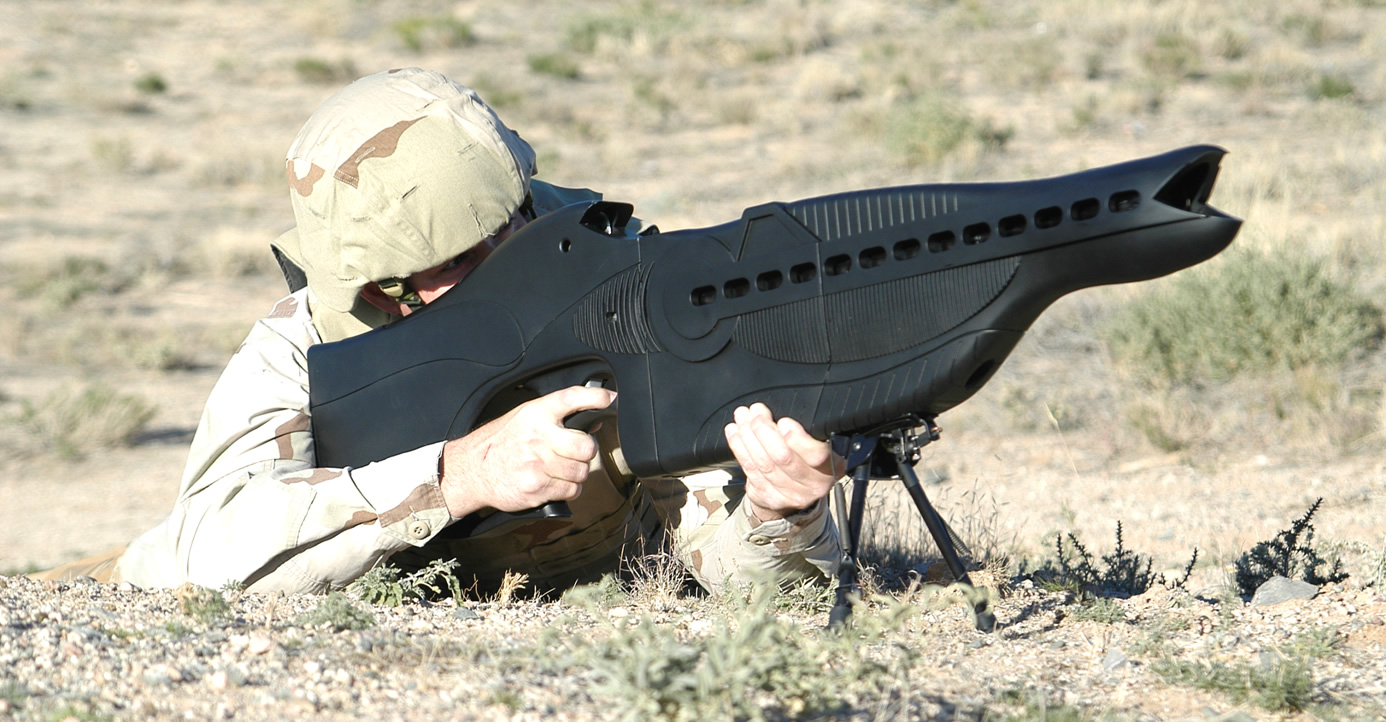
Personnel Halting and Stimulation Response (PHaSR), un'arma laser non letale grande come un fucile.

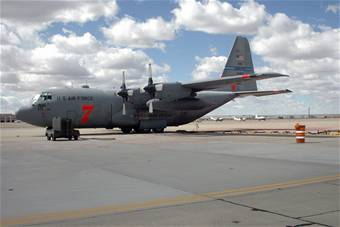
Un C-130 allestito per MAFFS staziona in pista a Kirtland Air Force Base, N.M. L'unità MAFFS è schierata a Kirtland per intervenire sugli incendi più vasti nel Texas occidentale.

- Air Force Nuclear Weapons Center

La missione di NWC è garantire che armi nucleari sicure ed affidabili siano disponibili per sostenere la National Command Structure e le unità combattenti dell'Air Force.
- 377th Air Base Wing

Lo stormo fornisce conservazione di munizioni, prontezza operativa e addestramento, e supporto logistico a circa 76 "inquilini" e unità associate del governo federale e 384 del settore privato. Fra queste la Defense Nuclear Weapons School di Defense Threat Reduction Agency, la cui missione è fornire competenze essenziali sulle armi nucleari e addestramento di reazione a minacce chimiche, radiologiche, nucleari, e su esplosivi ad alto potenziale (CBRNE) a personale del Dipartimento della Difesa, di altri organi federali e statali, e del National Laboratory.
- 498th Nuclear Systems Wing

Lo stormo si occupa del mantenimento di munizioni nucleari e missili da crociera, comprese le attività inerenti a due complessi di mantenimento e immagazzinamento di munizioni (a Kirtland AFB e Nellis AFB, nel Nevada) e il 498th Missile Sustainment Group presso Tinker AFB (Oklahoma). Questo abbraccia l'intero spettro delle funzioni di supporto del sistema di armi nucleari tra cui il mantenimento, l'ammodernamento e le attività di supporto all'acquisizione, sia per il Dipartimento della Difesa sia per quello dell'Energia.
- Air Force Research Laboratory, Kirtland AFB

Directed Energy Directorate
Questo laboratorio sviluppa, integra e accompagna nel cambiamento scienza e tecnologia per l'energia convogliata (applicazioni laser) tra cui microonde ad alta potenza, laser, ottiche adattive, gestione di immagini ed effetti per assicurare la supremazia degli Stati Uniti nel cielo e nello spazio.
Phillips Research Site
Organizzato per supportare i Direttorati Air Force Research Laboratory's Directed Energy (RD) e Space Vehicles (RV), le funzioni del sito uniscono entrambi i direttori. Queste funzioni di supporto specifiche del sito comprendono opportunità commerciali, assunzione di personale e le riserve AFRL-PRS (Air Force Research Laboratory — Phillips Research Site).
Space Vehicle Directorate
Questo laboratorio sviluppa e mette in produzione tecnologie spaziali ad alto valore aggiunto supportando le unità combattenti grazie al concorso di risorse commerciali, civili e di altre branche governative.
Airborne Laser System Program Office
Centro di eccellenza del Department of Defense per lo sviluppo di ogni tipo di laser
- Operationally Responsive Space

Il 21 maggio 2007 il Deputy Secretary of Defense and Executive Agent for Space istituì lo Operationally Responsive Space (ORS) Office con l'intento di muoversi proattivamente per preparare le attitudini spaziali a cambiare i requisiti di sicurezza nazionale e nell'auspicio che il nuovo organo diffondesse il cambiamento in tutta la comunità (del settore sicurezza).
- 58th Special Operations Wing

Il 58th Special Operations Wing è un'unità principale della 19th Air Force subordinata allo Air Education and Training Command. La missione del comando è addestrare, a livello di effettivo impiego, personale per operazioni speciali, combat search and rescue, di supporto a siti missilistici e equipaggi di aerotrasporto di autorità su UH-1 a diretto supporto delle forze di spedizione aerea presso i sei major command dell'Air Force.

### Unità collegate
- 150th Special Operations Wing (Nuovo Messico Air National Guard) (1947–oggi)

Lo stormo fornisce risorse "ricerca e soccorso" (SAR) per l'area di competenza.
- Air Force Inspection Agency (AFIA)

Organismo di accesso ai luoghi di ispezione che riferisce al Secretary of the Air Force Inspector General. I 120 addetti AFIA militari e civili forniscono ai vertici dell'Air Force valutazioni aggiornate e indipendenti per migliorare l'Air Force medesima.
- Defense Threat Reduction Agency, Albuquerque

La missione di DTRA è salvaguardare l'America e i suoi alleati dalle armi di distruzione di massa (chimiche, biologiche, radiologiche, nucleari ed esplosivi ad alto potenziale) mettendo a disposizione risorse per ridurre, mitigare, contrastare la minaccia e mitigarne gli effetti.
- Kirtland AFB NCO[23] Academy (chiusa)
- 505th Distributed Warfare Group
- 705th Combat Training Squadron
- Air Force Safety Center
- Air Force Operational Test and Evaluation Center
- Det. 1, 342nd Training Squadron, Pararescue & Combat Rescue Officer School
- Space Development Test Directorate, Space & Missile System Center
- Air Force Nuclear Weapons and Counterproliferation Agency
- Defense Reutilization and Marketing Service

### Organizzazioni non militari
- Sandia National Laboratories

Sandia National Laboratories è un laboratorio di sicurezza nazionale con il principale compito di "Contribuire affinché la nostra nazione garantisca un mondo libero e pacifico attraverso la tecnologia". Fornisce soluzioni tecnologiche per i problemi più ardui che minacciano la pace e la libertà. Sandra ha due strutture principali: un grande laboratorio con il quartier generale ad Albuquerque (Nuovo Messico), ed un laboratorio più piccolo a Livermore (California).
- Department of Energy, National Nuclear Security Administration

Detachment 1, 342 TRS Pararescue and Combat Officer Training *School
Detachment 1, Air Force Operational Test and Evaluation Center
Detachment 3, Air Force Operational Test and Evaluation Center
- New Mexico Veterans Affairs Health Care System
- Lovelace Respiratory Research Institute, un'organizzazione biomedica di ricerca biomedica senza scopo di lucro

### Major commands
- AF Combat Command, c. 8 marzo 1941 – 6 dicembre 1941
- West Coast Air Corps Training Command, 6 dicembre 1941 – 23 gennaio 1942
- Air Corps Flying Training Command, 23 gennaio 1942 – marzo 1942
- AAF Flying Training Command, marzo 1942 – 31 luglio 1943
- Army Air Forces Training Command, 31 luglio 1943 – 1 marzo 1945
- Second Air Force, 1 marzo 1945 – 21 gennaio 1946
- Fourth Air Force, 31 gennaio 1946 – 14 aprile 1946
- Continental Air Forces, 16 aprile 1946 – 21 marzo 1946

- Strategic Air Command, 21 marzo 1946 – 1 dicembre 1946
- Air Materiel Command, 1 dicembre 1946 – 1 dicembre 1949
- Air Force Special Weapons Command, 1 dicembre 1949 – 1 aprile 1952
- Air Research and Development Comd, 1 aprile 1952 – 1 aprile 1961
- Air Force Systems Command, 1 aprile 1961 – 1 luglio 1977
- Military Airlift Command, 1 luglio 1977 – 1 luglio 1992
- Air Force Materiel Command, 1 luglio 1992 – 1 ottobre 2015
- Air Force Global Strike Command, 1 ottobre 2015 – oggi

### Principali unità assegnate
- 3d Air Base Squadron *, 10 aprile 1941 – 30 aprile 1944
- Air Corps Advanced Flying School

Rinominato: Army Air Forces Advanced Flying School
Rinominato: Army Air Forces Bombardier School, 22 dicembre 1941-28 febbraio 1945
- 301st Bombardment Group, 27 maggio-17 giugno 1942
- 303d Bombardment Group, 12 giugno-7 agosto 1942
- Army Air Forces Glider Replacement Center, 22 luglio 1942 – 22 maggio 1943
- 37th Flying Training Wing, 10 settembre 1943 – 31 gennaio 1945
- 392d Bombardment Group, 18 marzo-18 luglio 1943
- 400th Bombardment Group, 19 settembre-11 dicembre 1943
- 449th Bombardment Group, 5 luglio 1943 – 25 gennaio 1944
- 460th Bombardment Group, 1 luglio-10 settembre 1943
- 466th Bombardment Group, 1 agosto 1943 – 2 febbraio 1944
- 487th Bombardment Group, 15 dicembre 1943 – 10 marzo 1944
- 492d Bombardment Group, 1 ottobre 1943 – 1 gennaio 1944
- Army Air Forces Pilot School (Specialized Four-Engine), 2 agosto 1943 – 28 febbraio 1945
- 418th Bombardment Group, 11 marzo-1 aprile 1944
- 3004th Army Air Forces Base Unit, 1 maggio 1944 – 26 febbraio 1945
- 3007th Army Air Forces Base Unit *, 1 maggio 1944 – 28 febbraio 1945
- 4029th Army Air Forces Base Unit, 1 maggio-24 agosto 1944
- 237th Army Air Forces Base Unit *, 1 marzo 1945 – 31 gennaio 1946
- 467th Bombardment Group, 24 agosto-8 settembre 1945
- 492d Bombardment Group, 17 agosto-17 ottobre 1945
- 4160th Army Air Forces Base Unit, 15 gennaio-1 November 1945
- 428th Army Air Forces Base Unit *

Rinominato: 428th Air Force Base Unit
Rinominato: 2758th Experimental Wing
Rinominato: 4901st Special Weapons Wing
Rinominato: Air Force Special Weapons Command
Rinominato: Air Force Special Weapons Center, 1 febbraio 1946-1 aprile 1976
Rinominato: Nuclear Weapons Center, 14 febbraio 2006
Rinominato: Air Force Nuclear Weapons Center, 28 febbraio 2008-oggi
- 636th Aircraft Control and Warning Squadron, 15 settembre 1948 – 8 dicembre 1949
- 1140th Special Reporting Wing

Rinominato: 1100th USAF Special Reporting Group
Rinominato: 1090th USAF Special Reporting Group, 18 agosto 1948-31 dicembre 1971
(Handled base operations, including maintenance and security)
- 3170th Special Weapons Group

Rinominato: 4925th Special Weapons Group
Rinominato: 4925th Test Group, 28 agosto 1948-1 aprile 1961
- 3078th Air Base Group *

Rinominato: 4910th Air Base Group *, 5 luglio 1949-1 maggio 1955
- 81st Fighter Wing

Rinominato: 81st Fighter-Interceptor Wing, 5 gennaio 1949-1 maggio 1950
- 91st Fighter-Interceptor Squadron, 17 giugno 1949 – 1 maggio 1950
- 92d Fighter-Interceptor Squadron, 17 giugno 1949 – 1 maggio 1950
- 93d Fighter-Interceptor Squadron, 17 giugno 1949 – 8 luglio 1960
- 690th Aircraft Control and Warning Squadron, 8 dicembre 1949 – 6 febbraio 1952

- 725th Aircraft Control and Warning Squadron, 27 aprile 1950 – 8 giugno 1951
- Albuquerque Air Defense Sector, 1 maggio 1950 – 5 gennaio 1951
- 34th Air Division (Defense), 5 gennaio 1951-gennaio 1960
- 4901st Support Wing (Atomic)

Rinominato: 4901st Air Base Wing
Rinominato: 4901st Air Base Group
Rinominato: 4900th Air Base Wing *, 1 febbraio 1951-1 luglio 1977
Sostituito da: 1606th Air Base Wing *, 1 luglio 1977-1 giugno 1993
- 682d Aircraft Control and Warning Squadron, 1 dicembre 1953 – 1 agosto 1954
- 684th Aircraft Control and Warning Squadron, 1 dicembre 1953 – 19 aprile 1954
- 685th Aircraft Control and Warning Squadron, 1 dicembre 1953 – 17 gennaio 1955
- 687th Aircraft Control and Warning Squadron, 1 ottobre 1953 – 20 giugno 1956
- 904th Aircraft Control and Warning Squadron, 18 giugno 1953 – 14 giugno 1955
- 4926th Test Squadron

Rinominato: 1211th Test Squadron, 1 aprile 1953-8 giugno 1963
Risorse assegnate a: 58th Weather Reconnaissance Squadron, 1 febbraio 1964-1 luglio 1974
- 697th Aircraft Control and Warning Squadron, 8 dicembre 1956 – 21 febbraio 1957
- 4950th Test Group, 1 settembre 1956 – 16 agosto 1961
- 612th Aircraft Control and Warning Squadron, 8 marzo 1957 – 12 febbraio 1958
- 57th Weather Reconnaissance Squadron 16 febbraio 1962 – 13 settembre 1963
- Air Force Weapons Laboratory

Rinominato: Air Force Research Laboratory, 1 maggio 1963 - oggi
- 4900th Test Group (Flight Test)

Rinominato: 4900th Flight Test Group, 1 agosto 1970 - 1 aprile 1976
- Air Force Test and Evaluation Center

Rinominato: Air Force Operational Test and Evaluation Center, 11 dicembre 1973 - oggi
- 1550th Aircrew Training and Test Wing

Rinominato: 1550th Combat Crew Training Wing, 15 marzo 1976 - 1 ottobre 1991
Sostituito da: 542d Crew Training Wing, 1 ottobre 1991 - 1 aprile 1994
- 542d Operations Group, 1 ottobre 1991 – 1 aprile 1994
- 1550th Flying Training Squadron

Rinominato: 550th Flying Training Squadron
Rinominato: 550th Special Operations Squadron, 15 marzo 1976 - oggi
- 1551st Flying Training Squadron

Rinominato: 1551st Flying Training Squadron
Rinominato: 551st Special Operations Squadron, 15 marzo 1976 - 2007
Disattivato 2007, Riattivato at Cannon AFB NM 2009 - oggi
- Air Force Space Technology Center, 1 ottobre 1982 – 13 dicembre 1990

Unito a: Phillips Laboratory, 13 dicembre 1990 - 30 settembre 1997
Diviso in: Air Force Research Laboratory  Space Vehicle and Directed Energy Directorates, 1 ottobre 1997- oggi
- 377th Air Base Wing *, 1 giugno 1993 – oggi
- 58th Special Operations Wing, 1 aprile 1994 – oggi
- 512th Special Operations Squadron, 1 aprile 1994 – oggi

Rinominato: 512th Rescue Squadron (RQS) 6 ottobre 2000
- 71st Special Operations Squadron, 2005 – oggi
- 898th Munitions Squadron 1 luglio 1994 – oggi
- 498th Armament Systems Wing

Rinominato: 498th Nuclear Systems Wing, 31 marzo 2006 - oggi
.* Unità che gestisce la base

## Kirtland nella cultura di massa

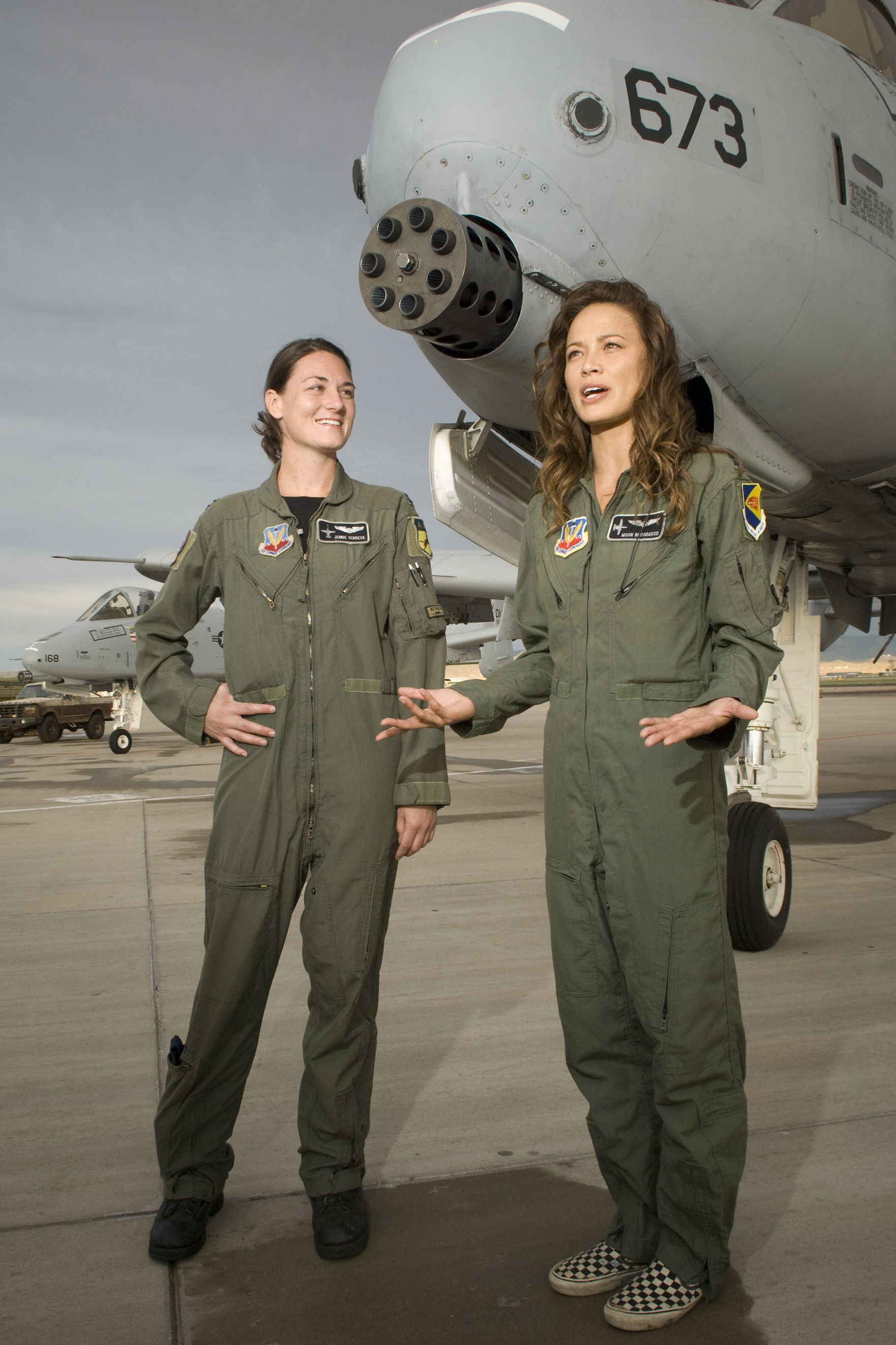
Il capitano Jennie Schoeck e l'attrice Moon Bloodgood (a destra) di fronte ad un A-10 Thunderbolt II concedono un'intervista durante la produzione di Terminator Salvation a Kirtland Air Force Base. Il capitano Schoeck è assegnata al 358th Fighter Squadron di Davis-Monthan Air Force Base, Arizona, e funse da consulente della produzione per quanto attiene allo A-10.

- Kirtland venne usata come "Bagram Air Base" nel film Lone Survivor (2013).
- Il film Bombardier (1943) della RKO Radio Pictures fu girato principalmente in questa base.
- Nella serie TV di fantascienza The X-Files, l'episodio Space si svolge parzialmente nella base.
- Nel film Contact si nomina Kirtland come luogo da cui provenivano gli aerei AWACS.
- Il personaggio Jane Margolis della serie TV di AMC Breaking Bad, nell'episodio Phoenix della seconda stagione dice di disegnare tatuaggi per "ragazzi del college e avieri di Kirtland".
- Nella trilogia Clash of Civilizations di Lee Boyland, Kirtland AFB diviene la capitale temporanea degli Stati Uniti dopo che un'esplosione nucleare ha devastato Washington D.C. ed altre quattro città.